# McDonald's

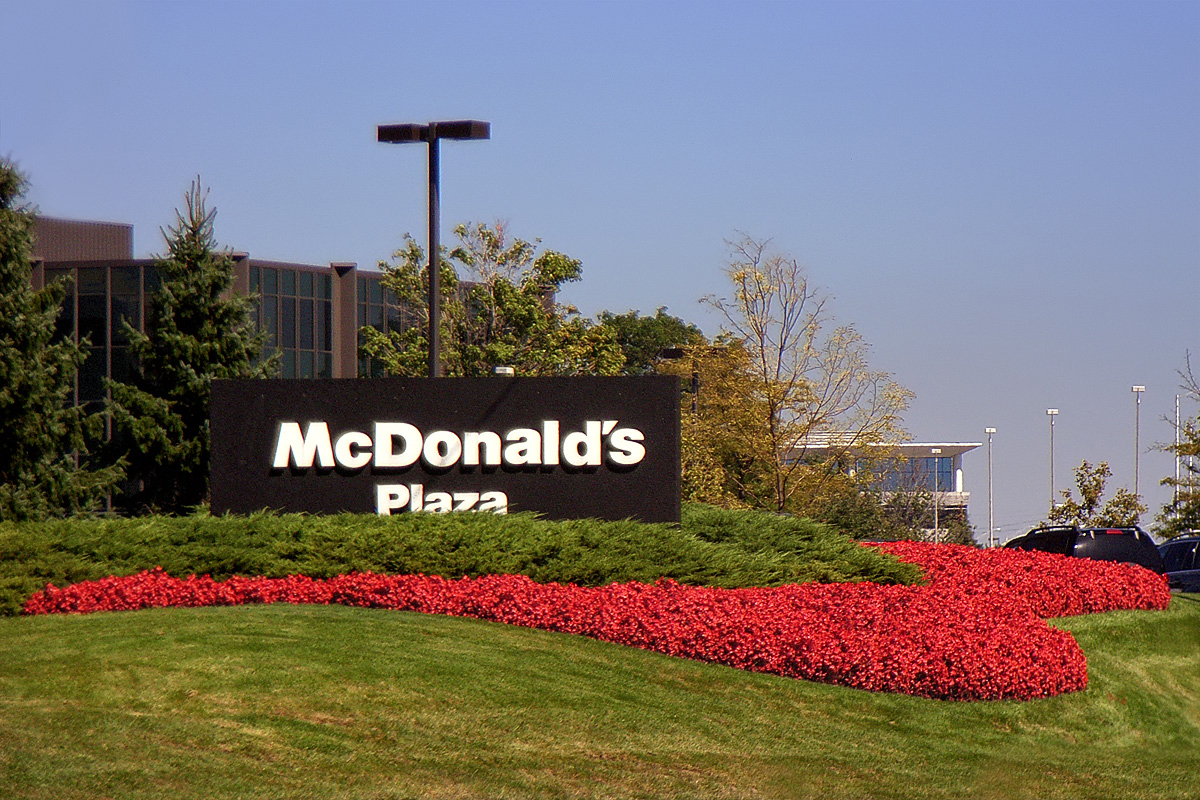
McDonald's Plaza

McDonald's Corporation (listată la Bursa de valori din New York sub codul MCD) este un lanț de restaurante de tipul fast-food din lume, vânzând cu prioritate hamburgeri, pui, cartofi prăjiți, amestecuri de băuturi răcoritoare pe bază de lapte (așa numitele milkshake-uri) și băuturi carbo-gazoase. Mai recent, a început să ofere și salate, fructe, snack wraps și carrot sticks. 
McDonald's este și cel mai mare retailer global din domeniul serviciilor alimentare, cu peste 32.000 de restaurante în 117 țări.
În anul 2011 compania a încasat 27 de miliarde de dolari.
Afacerea a început în 1940, cu un restaurant deschis de frații Richard și Maurice McDonald în San Bernardino, California. Introducerea "Sistemului de Servire Rapidă" în 1984 stabilea principiile restaurantelor fast food. Corporația prezentă își datează fondarea din timpul deschiderii restaurantului franciză de către Ray Kroc, din Des Plaines, Illinois din 15 aprilie 1955, acesta fiind al nouălea restaurant McDonald's. Kroc a cumpărat mai târziu drepturile legale ale fraților McDonald asupra companiei și a condus expansiunea sa în toată lumea.
Odată cu extinderea plină de succes a companiei McDonald's pe multe piețe internaționale, compania a devenit un simbol al globalizării și al răspândirii stilului de viață american. Proeminența sa în influențarea masivă a modului de a mânca al diferitelor categorii sociale, a creat de asemenea un frecvent subiect de dezbatere publică legat de obezitate, etică corporatistă și responsabilitatea față de consumator. A creat, ca un produs secundar și un jargon specific, așa cum ar fi expresia junk food în loc de fast food, adică mâncare gunoi în loc de mâncare rapidă.

## Privire de ansamblu a corporației

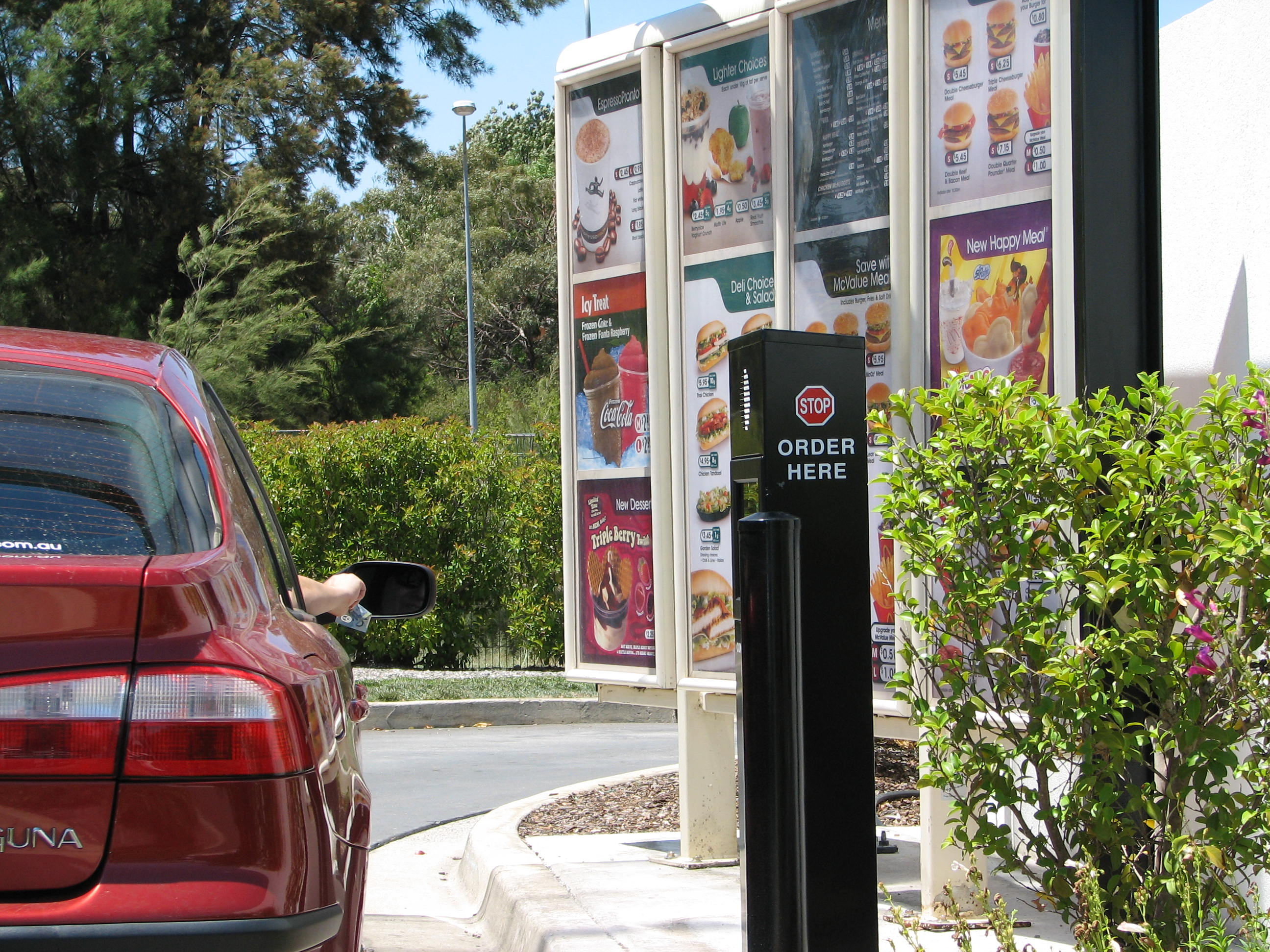
Un "drive thru" tipic Australian.

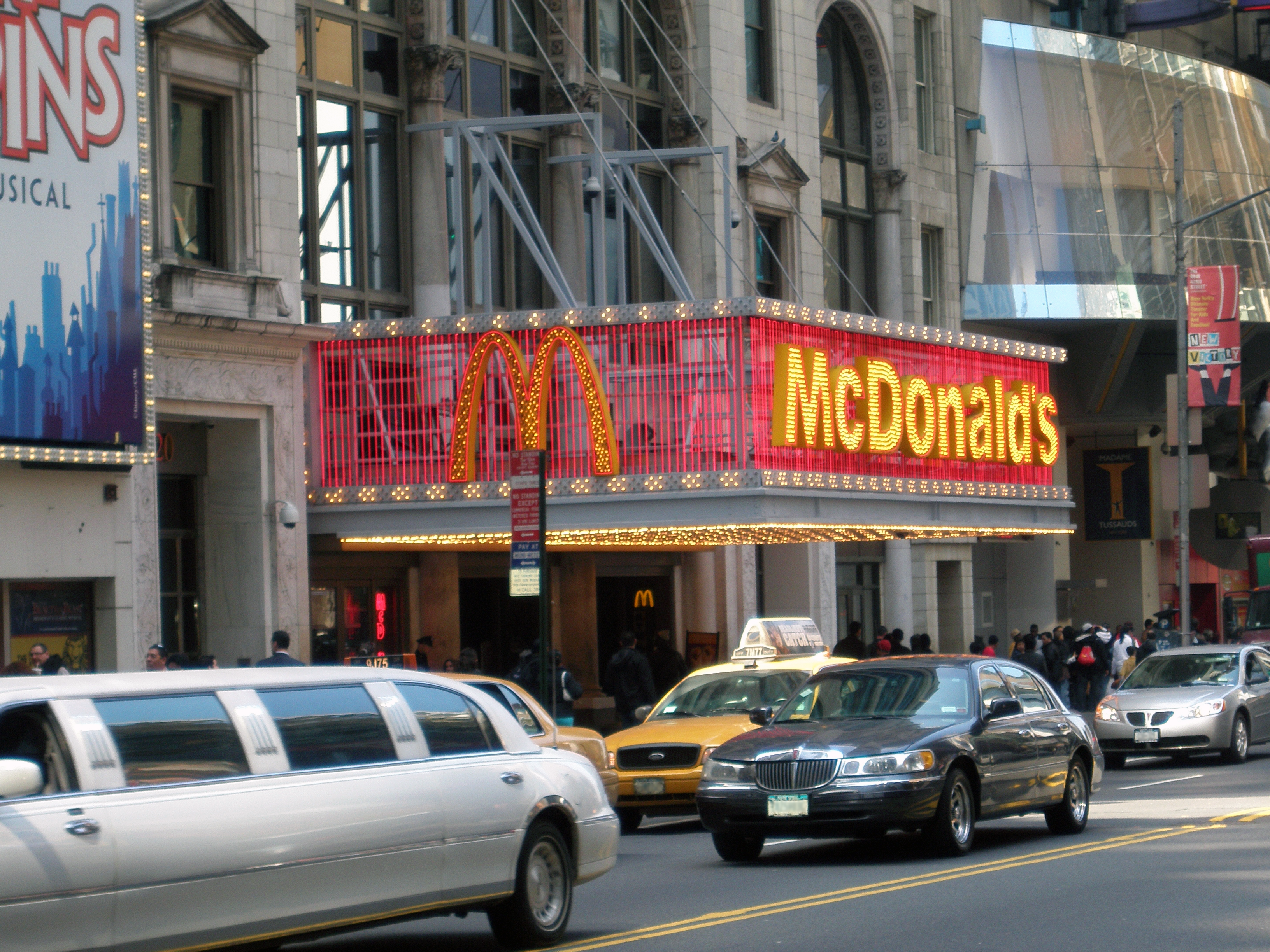
Un McDonald's în Times Square.

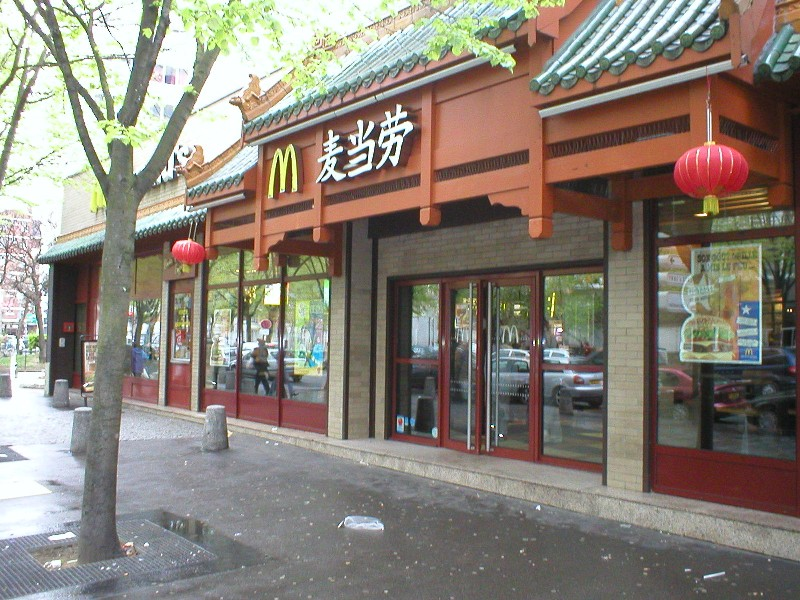
Un McDonald's în Franța.

Restaurantele McDonald's se găsesc în 120 de țări și teritorii din jurul lumii și servesc aproape 54 milioane de clienți în fiecare zi. Compania de asemeni operează branduri de restaurante, precum Piles Café și Boston Market și posedă o parte din Pret a Manger.
Compania deținea și o parte majoritară din Chipotle Mexican Grill până când a renunțat oficial la drepturi în octombrie 2006. Până în Decembrie 2003, deținea de asemeni Donatos Pizza. Are ca subsidiar de asemeni Redboxul, care a început în 2003 ca o mașină automată, largă de 5.5 m, dar din 2005, s-a concentrat pe mașini de împrumutat DVD-uri.

### Tipuri de restaurante

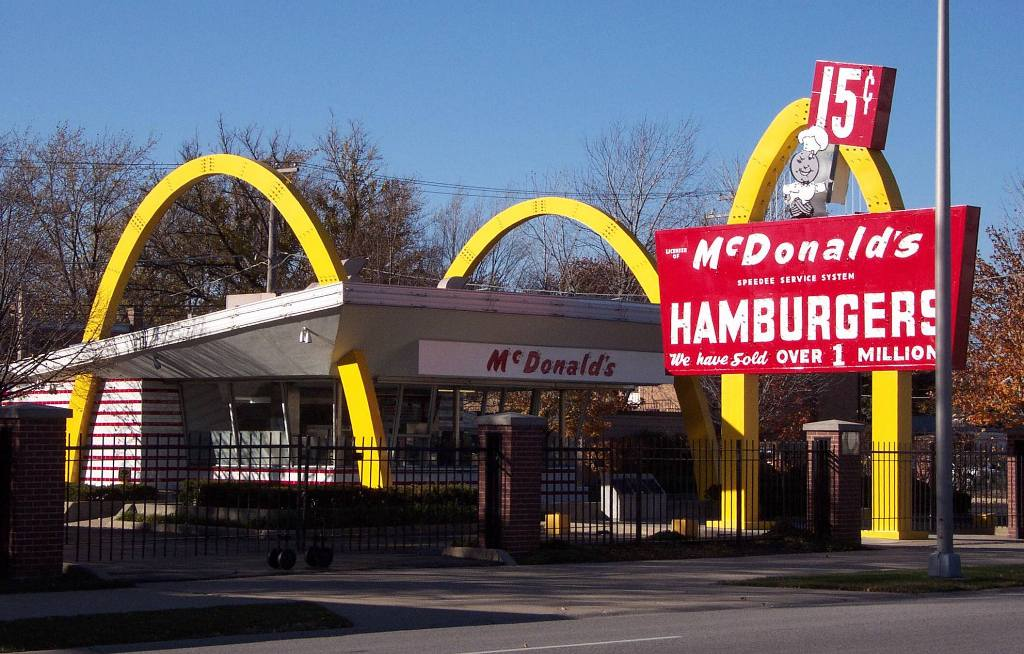
Vedere a primului McDonald's care a fost inclus în franciză de Ray Kroc, care acum este muzeu în Des Plaines, Illinois. Clădirea este o copie după original, care a fost al nouălea restaurant McDonald's deschis.

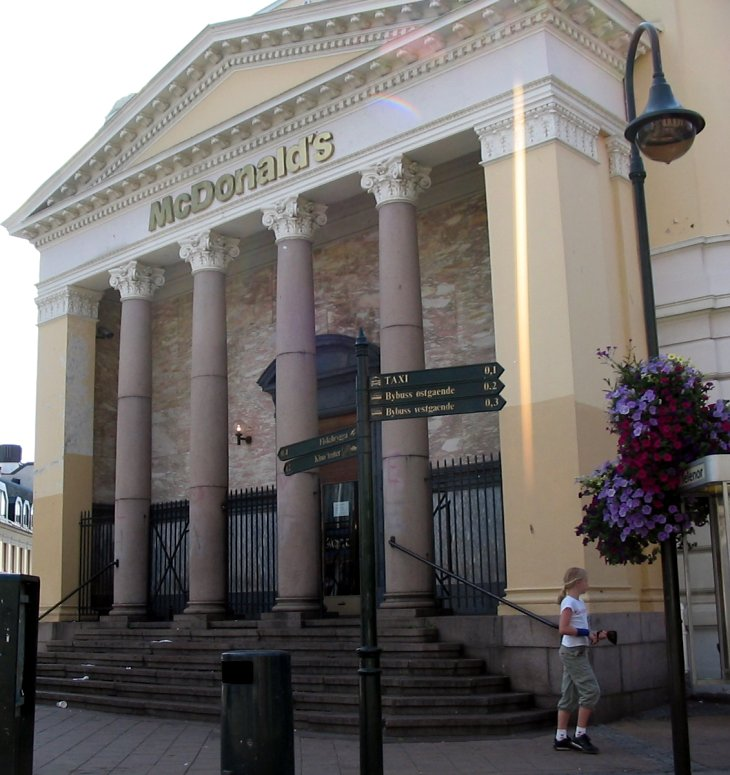
Un restaurant McDonald's din Norvegia.

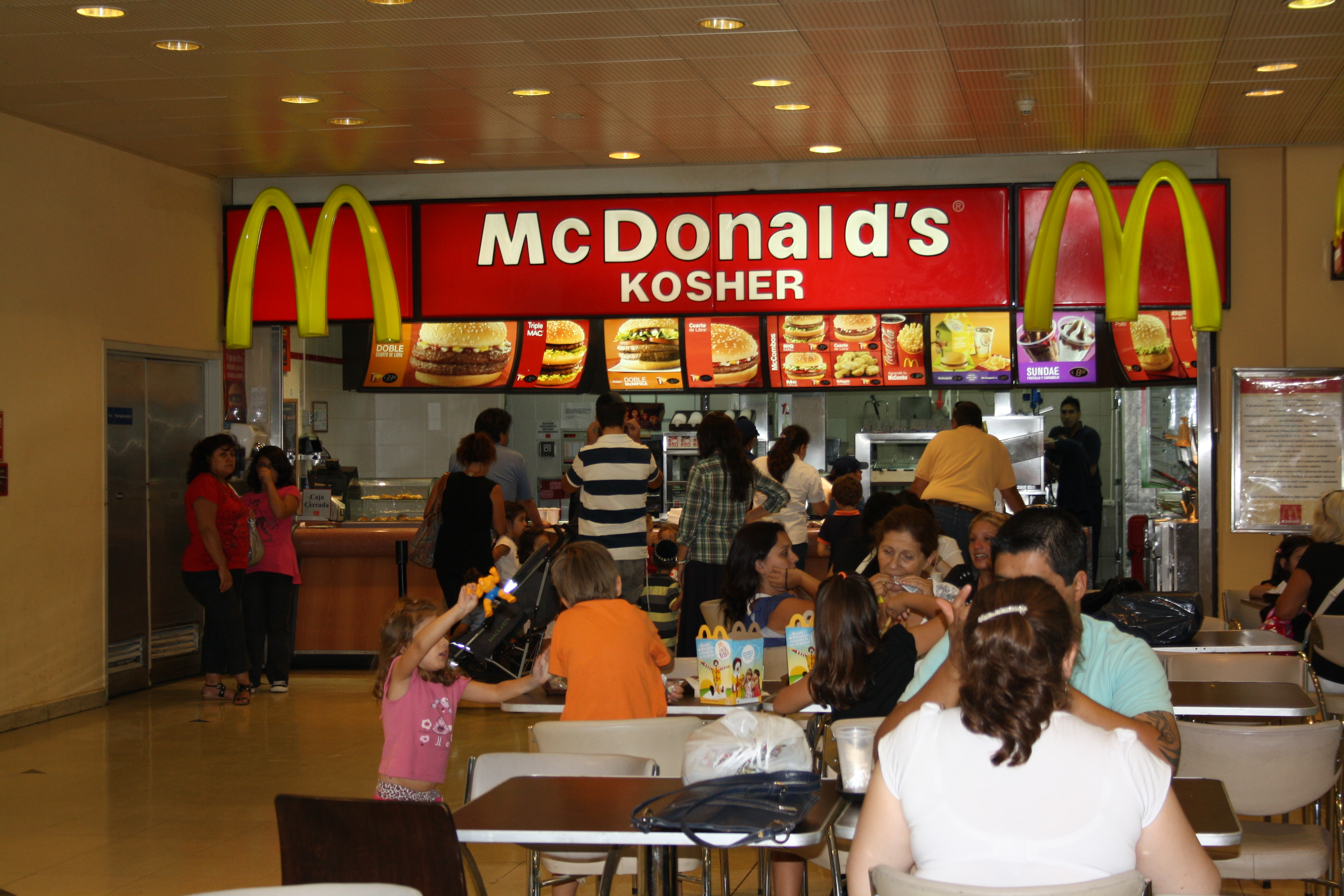
McDonald's Kosher din Buenos Aires (Argentina).

Majoritatea restaurantelor independente McDonald's oferă servire direct în mașină(drive through) sau servire în restaurant(counter service) care au zonele de mese înăuntrul, și câteodată în afara restaurantului. Drive-Thru, Auto-Mac, Plătește și condu, sau McDrive, precum este cunoscut în multe țări, are, în multe cazuri locuri separate pentru plasarea, plătirea și preluarea comenzii, totuși ultimii doi pași (plătirea și preluarea) sunt în mod frecvent combinate într-un singur stand; acest tip de servire a fost introdus în Arizona în 1975, McDonald's imitând alte lanțuri de magazine fast-food care dețineau inițiativa în acest domeniu. În unele țări restaurantele "McDrive" ce se află lângă autostrăzi nu oferă zone cu mese sau servire în restaurant. În contrast cu acest lucru, restaurantele aflate în orașe cu o densitate mare nu oferă servicii Drive-Through. Sunt și câteva restaurante aflate în centrele economico-urbane ale orașelor oferă servicii numite walk-through, acestea fiind asemănătoare cu drive-through, neincluzând însă și mașinile.

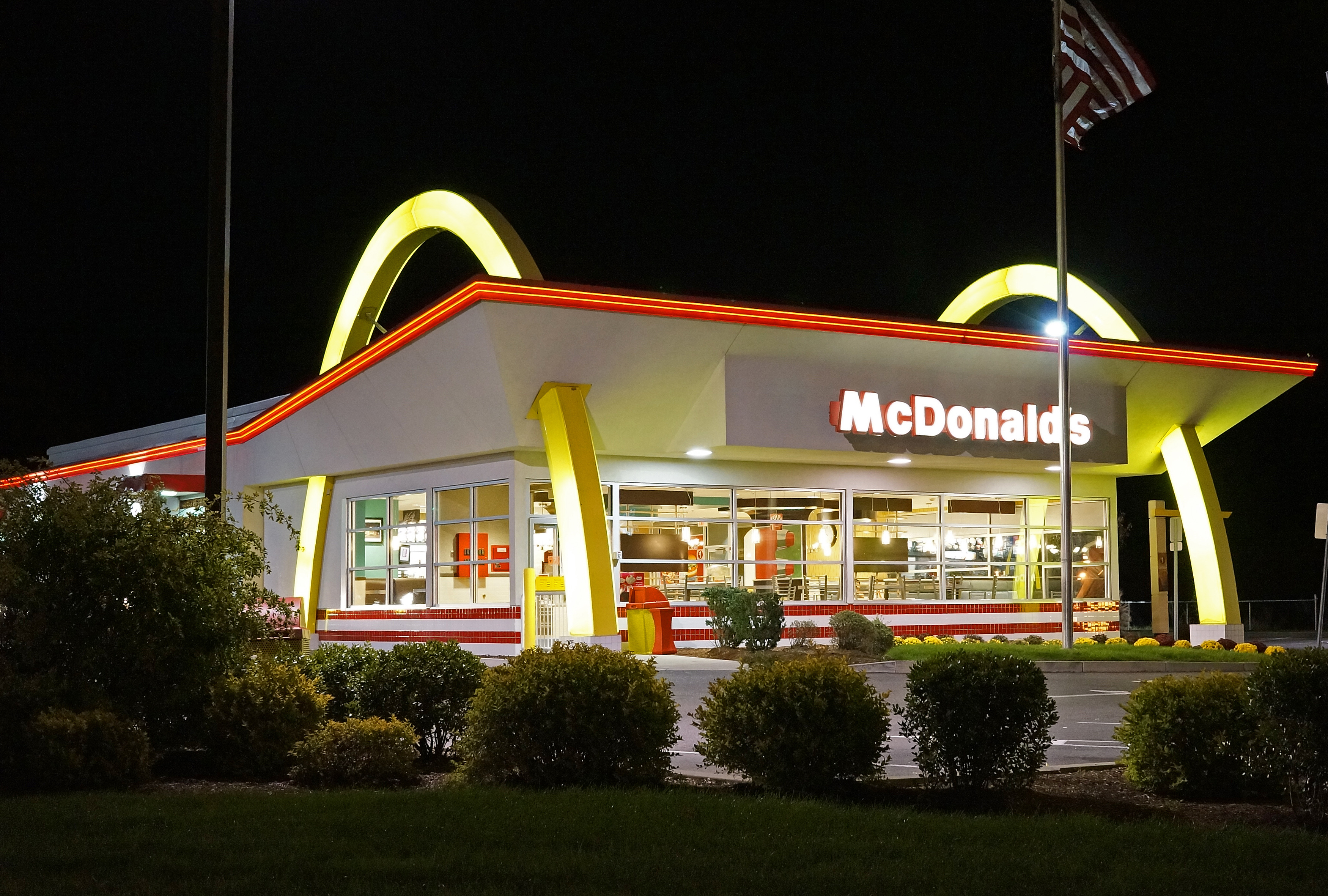
McDonalds Golden Arches, USA

Restaurante construite cu teme speciale există de asemenea, precum "Solid Gold McDonald's", un restaurant din 1950 cu tema de rock-and-roll.
În Victoria, din Columbia Britanică, se află un restaurant care conține un candelabru făcut din aur de 24 de carate împreună cu instalații de iluminare similare.

### Zone pentru copii
Unele restaurante McDonald's aflate în zone sub-urbane și în unele orașe oferă zone mari în care copii se pot juca numite "McDonald's PlayPlace" în caz că acestea se află înăuntrul restaurantului sau "Playland", în caz că acestea se află în afara restaurantului. Primul PlayPlace cu un tub unde copii se pot juca, cu gropi, mingi și cu tobogane a fost introdus în 1987 în SUA, iar modelul a fost replicat după aceea pe scară largă. Unele dintre spațiile PlayPlace au fost renovate în locuri "R Gym".
"R Gyms" sunt zone de joacă în interiorul restaurantului cu jocuri interactive pentru copii între 4 și 12 ani. Zonele "R Gyms" sunt echipate cu biciclete staționare, jocuri video, tablete de dans, coșuri de basket, bare fixe, curse cu obstacole, și alte jocuri care pun accent pe activitate fizică. 
"R Gym" are înăuntru o zonă pentru copii mici, cu jocuri care dezvoltă coordonarea fizică și relațiile inter-copii; o zonă 'Active Zone', proiectată pentru copii între 4 și 8 ani și specializată în jocuri distractive cu un aspect fizic, o zonă 'Sports Zone' cu activități aerobice pentru copii între 9 și 12 ani; o zonă pentru părinții care îi monitorizează pe cei mici, și, bineînțeles, zona restaurantului propriu-zis.

### Redesign
În 2006, McDonalds a introdus proiectul de revitalizare a brandului numit "Forever Young", primul astfel de efort din 1970.  Arhivat în 23 septembrie 2006, la Wayback Machine. 
Noul design va include culorile tradiționale McDonald's: galben și roșu, însă nuanța de roșu va fi schimbată în terra cotta, galbenul va fi transformat în auriu pentru un aspect mai "însorit", iar două culori adiționale vor fi introduse: măsliniu și verde pelin. Pentru a avea un aspect mai călduros, restaurantele vor avea mai puțin plastic și mai multe cărămizi și lemn, cu lustre moderne pentru o lumină mai plăcută. Artă contemporană sau fotografii înrămate vor atârna pe pereți.
Exteriorul va avea marchize aurii și un acoperiș elegant în loc de tradiționalul acoperiș de mansardă dublu-înclinat.
Noile restaurante vor include următoarele spații:
- Zona de relaxare va avea fotolii, canapele și conexiuni Wi-Fi (similar cafenelelor Starbucks).
- Zona "grab and go" va avea tejghele înalte cu scaune ridicate pentru consumatorii care sunt singuri la masă; televizoarele de pe perete vor avea știri și date despre starea vremii.
- Zona "flexibilă" va avea ca scop acomodarea familiilor și va avea scaune cu înălțime adaptabilă și cu perne fabricate din materiale asemănătoare pânzei cu modele coloristice.

Muzica va varia în funcție de zonă.

### Modelul de afaceri
Modelul de afaceri al corporației McDonalds este diferit față de al celorlalte companii fast food. În afara cotelor de franciză, a alimentelor și o proporție din vânzări, McDonald's percepe și o chirie, parțial coordonată cu vânzările. Ca o condiție la contractul de franciză, corporația deține în mod legal lotul de teren pe care se află restaurantele. Modelul de afaceri din Marea Britanie este diferit, mai puțin de 30% din restaurante sunt în sistem de franciză, cea mai mare majoritate fiind deținute direct de către companie. McDonald's își instruiește angajații la 'Hamburger University' în Oak Brook, Illinois.
Potrivit cărții Fast Food Nation de Eric Schlosser (2001), aproape unul din opt angajați din Statele Unite au fost la un moment sau altul angajați ai unui McDonald's (potrivit Fox News acest număr este unul din zece). Cartea afirmă că McDonald's este cel mai mare operator de locuri de joacă din Statele Unite, și cel mai mare cumpărător de carne de vită, carne de porc, cartofi și mere. Carnea folosită de restaurantele McDonald's diferă în funcție de cultura țării gazdă.

## McCafé

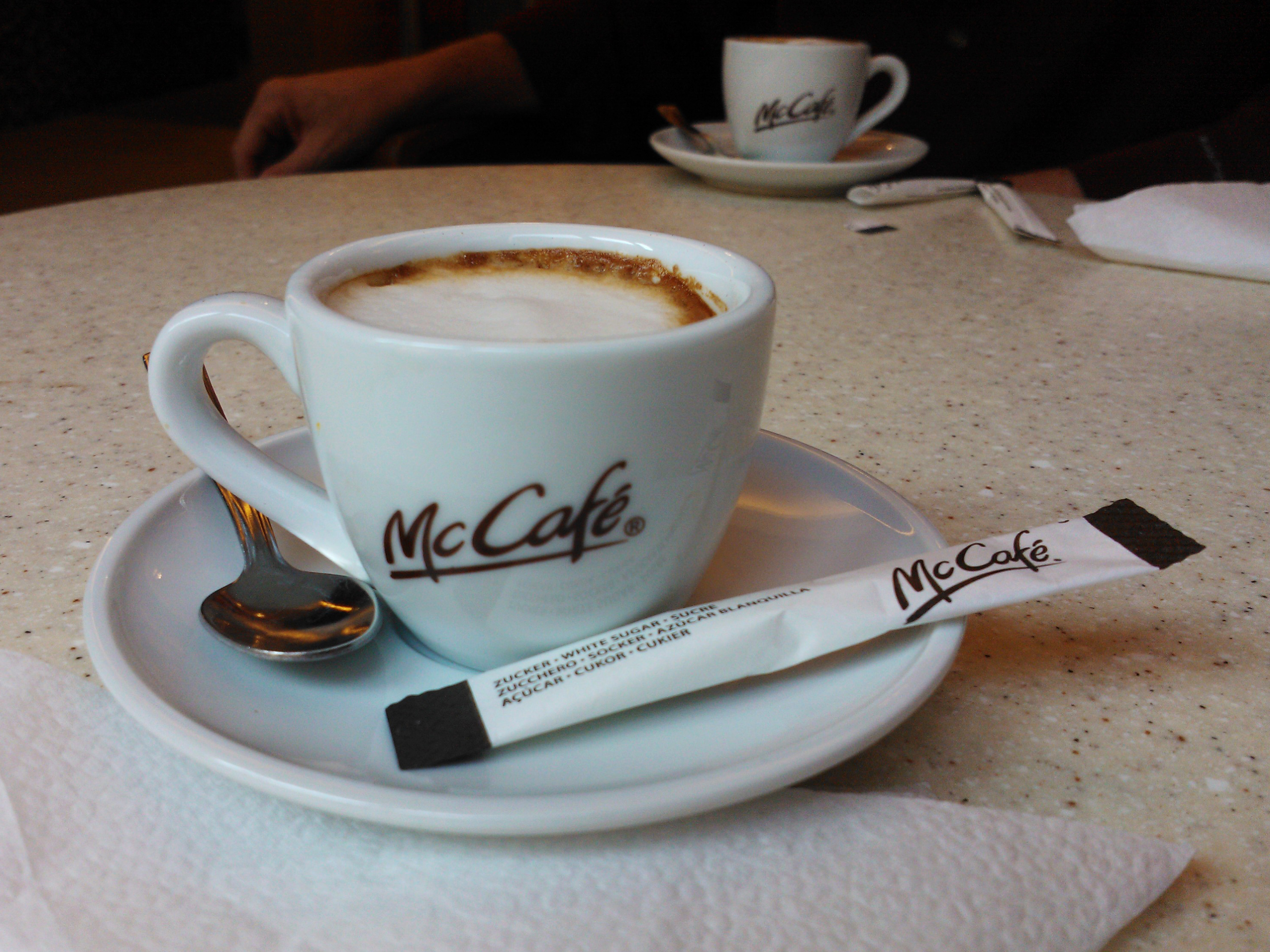
Poză dintr-un McCafé din Dublin.

McCafé este o cafenea care acompaniază restaurantele McDonald's.
Datorită popularității cafenelelor Starbucks și al cafenelelor în general, McDonald's a introdus McCafés pentru a beneficia de trendul curent. McCafé este un concept testat de McDonald's Australia în 1993. Astăzi, cele mai multe McDonald's în Australia au câte un McCafé în interiorul restaurantului McDonald's.
La sfârșitul anului 2003 erau peste 600 McCafé pe tot globul.
McCafé a devenit din ce în ce mai popular în sud-estul statului Michigan, potrivit unei surse din interiorul companiei.
Potrivit unui articol din martie 2007 în revista Consumer Reports, McDonald's a depășit Starbucks, Burger King, și Dunkin' Donuts într-un test de gust al cafelei. Rezultatul este suprinzător, deoarece McDonald's este cunoscut pentru hamburgherii, cartofii prăjiți, burgherii și milkshake, și nu pentru cafea.

## Impact global

Țări cu restaurante McDonald's

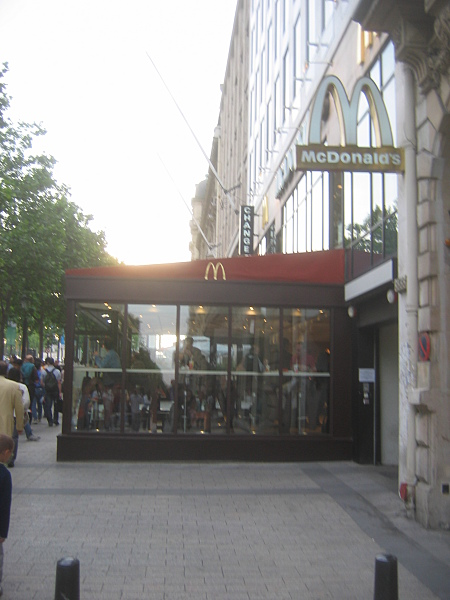
Un McDonald's pe Champs-Élysées, Paris, Franța.

McDonald's a devenit un sinonim al globalizării, câteodată folosindu-se și termenul "McDonaldization" a societății. Revista The Economist folosește "Big Mac index": comparația prețului unui sandwich Big Mac în diferite țări ale lumii, folosită pentru a măsura puterea de cumpărare și teoria purchasing power parity. Deoarece McDonald's este identificat cu cultura și modul de viață american, expansiunea sa internațională a fost denumită "Americanization" sau "imperialism american". McDonald's este ținta mișcărilor anti-globalizare în multe dintre țările lumii .
Thomas Friedman a făcut remarca că nici o țară care posedă restaurante McDonald's nu a avut un război cu o altă țară cu restaurante McDonald's. Această teorie a fost infirmată de invazia SUA în Panama în 1989 și de bombardarea Serbiei de forțele NATO în 1999.
Unii analiști sugerează că nivelul de prestare al serviciilor din țările în care McDonald's deschide restaurante crește odată cu intrarea companiei pe piață. Un grup de antropologiști a produs un studiu numit Golden Arches East (Stanford University Press, 1998, editat de James L. Watson), studiu care analizează impactul pe care McDonald's l-a avut în Asia de Est, și în particular în Hong Kong. Atunci când a deschis primul restaurant în Hong Kong în 1975, McDonald's a fost primul restaurant cu toalete curate, atrăgând numeroși clienți și obligând alte restaurante să-și îmbunătățească standardele. În Asia de Est în special, McDonald's a devenit un simbol al dorinței de a îmbrățișa normele culturale vestice. McDonald's a inițiat un parteneriat cu cea de-a doua companie petrolieră din China, Sinopec, pentru a beneficia de noul trend de folosire al automobilelor personale, și a deschis numeroase restaurante drive-thru.
În afara îmbunătățirii standardelor în domeniul serviciilor, McDonald's a schimbat și obiceiurile locale. Un studiu Watson sugerează că, prin popularizarea ideii de mese rapide la restaurant, McDonald's este în avangardă în eliminarea unor tabuuri, ca de exemplu mâncatul în timpul mersului (în Japonia).

## Critici

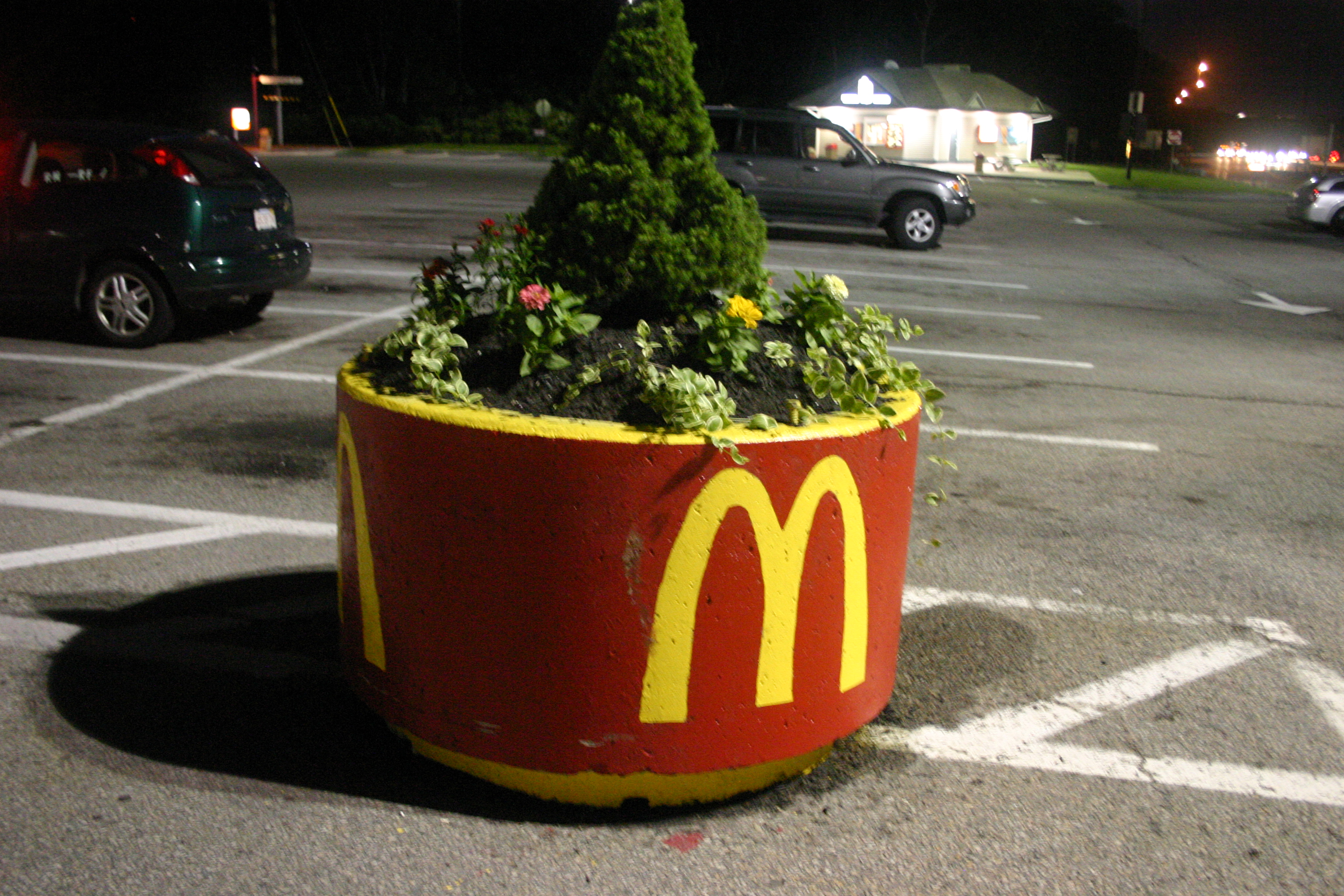
Plante în ghiveci de la McDonald's

McDonald's este o companie multinațională cu produse și proceduri standardizate care au devenit simbolul globalizării și al modului american de viață. Compania s-a aflat de multe ori ca ținta activiștilor și un centru al dezbaterilor referitoare la globalizare. În special, McDonald's este menționată în discuțiile referitoare la etica corporațiilor, obezitate, mediu, proprietate intelectuală, drepturile animalelor, decese survenite în urma problemelor medicale cu inima, ofense aduse religiei islamice și iudaice, și distrugerea societății moderne.
De la mijlocul anilor '90, o reacție negativă și o mentalitate împotriva globalizări a avut ca surse bine-documentate internetul, mass-media și cărți precum cea a lui Naomi Klein Arhivat în 7 iunie 2018, la Wayback Machine., intitulată No logo Arhivat în 15 februarie 2008, la Wayback Machine.. Restaurantele McDonald's au fost și încă sunt țintele unor protestanți pașnici sau violenți, care fac parte din mișcări ecologiste, anti-globalizare și mișcări pentru drepturile animalelor. Compania folosește o abordare pro-dezbateri pentru a-și proteja interesele comerciale.
Acest conflict și abordarea acestuia de către companie au fost condensate la începutul anilor 1990 prin ceea ce azi este cunoscut sub numele de procesul McLibel. Doi activiști englezi, David Morris și Helen Steel, au distribuit pe străzile Londrei fluturași cu titlul Ce nu este în regulă la McDonald's?. McDonald's le-a scris lui Steel și Morris cerându-le să înceteze acțiunea lor și să își ceară scuze, iar atunci cand aceștia au refuzat compania i-a dat în judecată pentru calomnie.
Procesul, ce a durat mai mult de doi ani a devenit 'cel mai mare dezastru PR din istoria omenirii' pentru companie. Tehnicile de publicitate și politica de afaceri a companiei au fost atent analizate de către Înalta Curte de Justiție din Londra și prezentate pe larg în presă, presă ce a perceput procesul ca pe un fel de luptă între David și Goliat (conform legii engleze nu se acordă ajutor legal acuzațiilor într-un proces de defăimare, așa că Steel și Morris s-au ocupat aproape singuri de toate problemele legale ale procesului în timp ce McDonald's a fost reprezentat de o întreagă echipă de avocați).
În iunie 1997, judecătorul a decis în favoarea McDonald's, acordând companiei dreptul la a primi £60,000 ca despăgubiri, sumă ce ulterior a fost redusă la £40,000 de către Curtea de Apel. Suma a fost micșorată deoarece judecătorul a decis că unele dintre acuzațiile aduse de către Morris și Steel s-au dovedit a fi adevărate inclusiv faptul că McDonald's exploata copii în reclamele sale, era o organizație de tip anti-comercial și în mod indirect exploata și producea suferință animalelor. Steel și Morris au anunțat că nu au nici cea mai mică intenție să plătească, iar compania a confirmat mai târziu faptul că nu vor proceda la urmărirea în justiție pentru a primi banii hotărâți prin proces.
Ulterior Steel și Morris au contestat legea împotriva calomniei din Anglia la Curtea Europeană, argumentând că aceasta reprezenta o încălcare a dreptului la libera exprimare. Ca rezultat, Guvernul a fost forțat să rescrie legea. În 2005 a fost realizat despre acest proces chiar și un film Arhivat în 25 iunie 2007, la Wayback Machine. de către Ken Loach.
În 2001, cartea lui Eric Schlosser Națiunea Fast Food includea și critici aduse politicii de afaceri McDonald's. Printre acestea sunt și afirmații conform cărora McDonald's (alături de alte companii din industria fast-food) își folosește influența politică pentru a-și crește profiturile pe socoteala sănătății populației și profitând de condiția socială a muncitorilor. Cartea aduce de asemenea în discuție tehnicile publicitare ale companiei McDonald's pentru atragerea consumatorilor copii. Deși cartea menționează și alte lanțuri de restaurante fast-food, se concentrează în principal pe McDonald's.
În iunie 2004, revista britanică Private Eye (Detectivul) relata faptul că McDonald's distribuie cupoane pentru mâncare, baloane și jucării copiilor în secțiile de pediatrie. Acest fapt a stârnit și mai multe controverse după ce cu câteva săptămâni înainte un raport al Guvernului Britanic declara că generația actuală este posibil să fie prima generație ce va muri înaintea părinților datorită obezității în creștere în rândul populației britanice.
În 2002, grupări de militanți vegetarieni, majoritatea Hindu, au dat în judecată McDonald's și au câștigat condamnând faptul că aceștia prezentau în mod eronat cartofii prăjiți ca fiind produse vegetariene. Chiar și după ce în 1990 s-a încetat prăjirea cartofilor în grăsime animală, cartofii prăjiți tot conțin grăsime animală adăugată. Cartofii prăjiți ce se vând în Statele Unite conțin încă arome de carne. Biscuiții McDonald's de asemenea conțin arome de carne.
Tot în 2004, filmul documentar al lui Morgan Spurlock, Super Size Me (Mărește-mă) a produs publicitate negativă pentru McDonald's prin acuzațiile conform cărora mâncarea McDonald's contribuie în mare măsură la răspândirea obezității în societatea americană și de asemenea nu furnizează clienților săi informații nutriționale despre mâncarea vândută. Timp de 30 de zile Spurlock a mâncat doar produse McDonald's (luând produse din ce în ce mai mari de fiecare dată când era întrebat). A mâncat toate produsele din meniu cel puțin o dată și a continuat să mănânce chiar și după ce era sătul. În același timp, a încercat să nu facă exerciții fizice. La sfârșitul lunii, consecințele înregistrate de Spurlock erau modificări rapide în atitudine, apetit sexual redus și o creștere în greutate de aproximativ 11.11 kg. Alte surse au contestat cele afirmate de Spurlock. (vedeți mai jos)
După ce filmul a fost prezentat la Sundance Film Festival, dar înainte de lansarea sa pe marele ecran, McDonald's a început un program de eliminare a sistemului "Supersize" și a început să includă pe meniu alimente mai sănătoase. Nici o conexiune cu filmul nu a fost prezentată în luarea acestei decizii. Deși alimente sănătoase au fost incluse în meniu, opțiunea Supersize a rămas în unele dintre restaurante. Compania a început să pună informații nutriționale pe ambalaje (în culoarea gri deschis, cu fonturi mici). În prezent, derulează un program de a modifica etichetele și de a tipări informațiile nutriționale cu culoarea neagră pe spatele ambalajului.

### Acuzații legale privind grăsimile trans
În septembrie 2002, McDonald’s a anunțat că în mod voluntar va reduce până în februarie 2003 conținului de grăsimi trans al uleiului folosit la prepararea produselor comercializate. Uleiul însă nu a fost modificat. În procesele ce au decurs din acest fapt, reclamanții au susținut că McDonald’s nu a informat publicul larg că uleiul respectiv nu a fost modificat conform promisiunii. Cu această ocazie s-a descoperit și faptul că grăsimea trans din anumite produse era prezentă în procentaje mai mari decât cele declarate (o porție mare de cartofi McDonald's conține 8 grame de grăsime trans).
Înțelegerea la care s-a ajuns în urma procesului cu BanTransFats.com dar și cu o parte privată prevede ca McDonald’s să informeze publicul că uleiul nu a fost schimbat. McDonald’s va trebui desemenea să doneze 7 milioane de dolari Asociației Americane de luptă împotriva bolilor inimii (American Heart Association) pentru crearea unui program de informare a populației despre riscurile consumului de grăsimi trans. 
McDonald’s a fost de asemenea obligat să cheltuiască aproape 1.2 milioane de dolari pentru a publica anunțuri prin care să informeze populația asupra situației inițiativei lor în ceea ce privește grăsimile trans. În cazul în care costul acestor anunțuri este mai mic de 1.2 milioane de dolari, atunci diferența rămasă va fi donată tot către American Heart Association. Curtea Superioară a Californiei pentru Marin County a înaintat un ordin ce aprobă preliminar această înțelegere.
În septembrie 2006 McDonald's și toate produsele sale au fost clasificate drept sănătoase de către Fundația SAESUF. Acest fapt a fost aspru criticat de către nutrițoniștii americani ce afirmă că datele acestora sunt lipsite de temei și că sunt false.

### Dovezi în favoarea McDonald's
Ca răspuns la reacția violentă împotriva McDonald's, compania a încercat să includă în meniul său câteva produse sănătoase și a lansat chiar și un nou slogan în campaniile sale de recrutare a personalului: "Nu e rău pentru un McJob". (Cuvântul McJob, introdus în vocabularul englez pentru prima oară la mijlocul anilor 1980  și apoi popularizat de către romancierul canadian Douglas Coupland în cartea sa Generația X, a devenit un cuvânt la modă pentru a defini o persoană prost plătită, fără pregătire, fără perspective de dezvoltare profesională, fără beneficii și cu foarte mică siguranță). McDonald's contestă ideea conform căreia slujbele în restaurantele sale sunt fără viitor, susținând faptul că președintele lor, Jim Skinner, și-a început munca în companie ca simplu angajat al unui restaurant și mai mult, că 20 dintre cei 50 de directori de vârf și-au început cariera ca simplii angajați.
În alte cazuri,compania s-a arătat gata să își modifice practicile de afaceri. Atunci când ambalajele și resturile menajere poluante produse de către restaurantele companiei au devenit o problemă de interes general, McDonald's a inițiat un proiect împreună cu Prietenii Pământului pentru a elimina recipientele din polistiren, doar în Statele Unite, și pentru a reduce cantitatea de deșeuri produse.
De-a lungul procesului McLibel reprezentanții conducerii companiei au declarat că ei nu încearcă decât să protejeze imaginea firmei de atacuri nefondate și exagerate. În ceea ce privește numeroasele și de cele mai multe ori controversatele lor activități de copyright și trademark, avocații McDonald's au declarat că ele protejează doar proprietatea intelectuală a companiei. Acest argument însă își pierde din credibilitate prin prisma procesului Viz Top Tips, în care McDonald's a fost acuzat că a copiat textul din revista de benzi desenate britanică cuvânt cu cuvânt (vezi secțiunea Campaniile de publicitate și sloganurile McDonald's). Cazul a fost închis în afara tribunalului după ce McDonald's a donat o sumă necunoscută către inițiativa filantropică Comic Relief.
După apariția fimului Super Size Me, câteva persoane au declarat că nu au experimentat nici un fel de creștere în greutate și nici nu au suferit în vreun fel în urma faptului că au mâncat doar de la McDonald's timp de o lună. Este adevărat că au ales mult mai rațional ceea ce au comandat din meniu și au făcut și sport în acest timp.  Arhivat în 24 mai 2007, la Wayback Machine.. Merab Morgan, o femeie din Carolina de Nord a putut chiar să piardă în greutate.  Arhivat în 8 iunie 2007, la Wayback Machine.. Aceasta a afirmat că informațiile nutriționale afișate au ajutat-o să aibă controlul asupra caloriilor consumate zilnic.

## Procese
Articol prinicipal: Procesele McDonald's
McDonald's a fost implicată în multe procese, majoritatea având legătură cu marca înregistrată. Compania a amenințat cu procesul multe afaceri în domeniul alimentar dacă nu renunță la Mc sau Mac din titulatura acestora comercială. Într-unul din cazurile demne de amintit, McDonald's a dat în judecată o cafenea scoțiană numită McDonald, în ciuda faptului că afacerea respectivă fusese deschisă cu un secol înainte (Sheriff Court (Glasgow și Strathkelvin), 21 noiembrie 1952).
Compania a înaintat curții nenumărate dosare de defăimare. Cazul McLibel este probabil cel mai cunoscut dintre acestea.
McDonald's a trebuit însă să se și apere în câteva procese referitoare la drepturile muncitorilor. În 2001 compania a fost amendată cu 12,400£ de către magistrații britanici pentru că a angajat ilegal copii și, în plus, aceștia au avut un program de muncă mult prea lung. Aceasta este se pare cea mai mare amendă impusă unei companii pentru încălcarea legilor referitoare la condițiile de muncă ale copiilor (R v [2002] EWCA Crim 1094). În aprilie 2007 în Perth, Australia de Vest, McDonald's a pledat vinovată la 5 acuzații ce se refereau la angajarea copiilor sub 15 ani și a fost amendată cu 8,000$.
Probabil, însă, că cel mai cunoscut proces în care a fost implicat McDonald's a fost cel din 1994 Procesul Cafelei McDonald's.

## Campanii de publicitate
McDonald's a dezvoltat numeroase campanii de publicitate. În afara campaniilor derulate prin intermediul ziarelor, radioului și a televiziunii, compania folosește panouri publicitare, sponsorizează evenimente sportive locale până la nivel olimpic, inscripționează diferite obiecte publicitare, etc. Spoturile televizate au jucat întotdeauna un rol principal în campaniile de publicitate ale companiei. O agenție de publicitate cu care operează McDonald's în prezent este Leo Burnett. Leo Burnett este o companie de publicitate creată în anul 1935 de Leo Burnett.
Până în prezent, McDonald's a folosit 23 de sloganuri în Statele Unite.

## Masa de dimineață toată ziua?
McDonald's a provocat speculații în septembrie 2006 când președintele executiv Jim Skinner a anunțat că bucătăriile sunt în proces de modificare pentru a oferi masa de dimineață de-a lungul întregii zile. În prezent, McDonald's servește masa de dimineață de la 4:00 dimineața la 10:30 în timpul săptămânii, și până la 11 dimineața în weekend.
Această schimbare nu este așteptată în viitorul apropiat pentru McDonald's. Două companii rivale, Jack in the Box și Sonic Drive-In deja oferă această facilitate.

## Parodii în media
- Comedia lui Woody Allen din 1973 Sleeper arată un restaurant McDonald's peste 100 de ani în viitor, cu semnul "Over (N) Billion Served" (Peste "N" miliarde serviți) modificat în "Peste 795 000 000 000 000 000 000 000 000 000 000 000 000 000 000 000 000 000 serviți" (cu un total de 51 de cifre 0, jumătate din cifrele 0 care formează un googol). În realitate, volumul de burgheri vânduți a depășit de mult un milliard, iar semnele au fost schimbate în "Billions and Billions Served".
- În filmul The Flintstones (nu desenele animate, ci lung metrajul folosind actori) există un restaurant numit "RocDonald's."
- În episodul 54 al seriei de desene anime Sonic X, Chris Thorndyke lucrează într-un restaurant denumit "Wacdonalds" cu un logo ce ilustrează un "W" exact ca semnul McDonald's dar întors cu susul în jos. Acesta apare și în seria anime Inuyasha, restaurantul unde mănâncă Kagome și în câteva episoade din seria anime SuperGALS.
- Burger World, unde lucrează personajele ce dau titlul desenului animat Beavis și Butt-head pare a fi de asemenea o parodiere a McDonald's.
- În filmul din 1988 Coming to America, Akeem Joffer (Eddie Murphy) își găsește o slujbă la restaurantul local "McDowell's", este acuzat că jefuiește McDonalds și este văzut citind unul dintre manualele pentru angajați ale acestora pentru a culege informații pentru propriul său magazin.

- Benzile desenate Funky Winkerbean includ câteodată și referințe la un "McArnold's".
- Dave Chapelle folosește un sketch în The Chappelle Show pentru a arăta cum un McDonald's fictiv ("WacArnolds" în spectacol) desparte familii, scurtează viața oamenilor și plătește minimum posibil.

## McDonald's în România

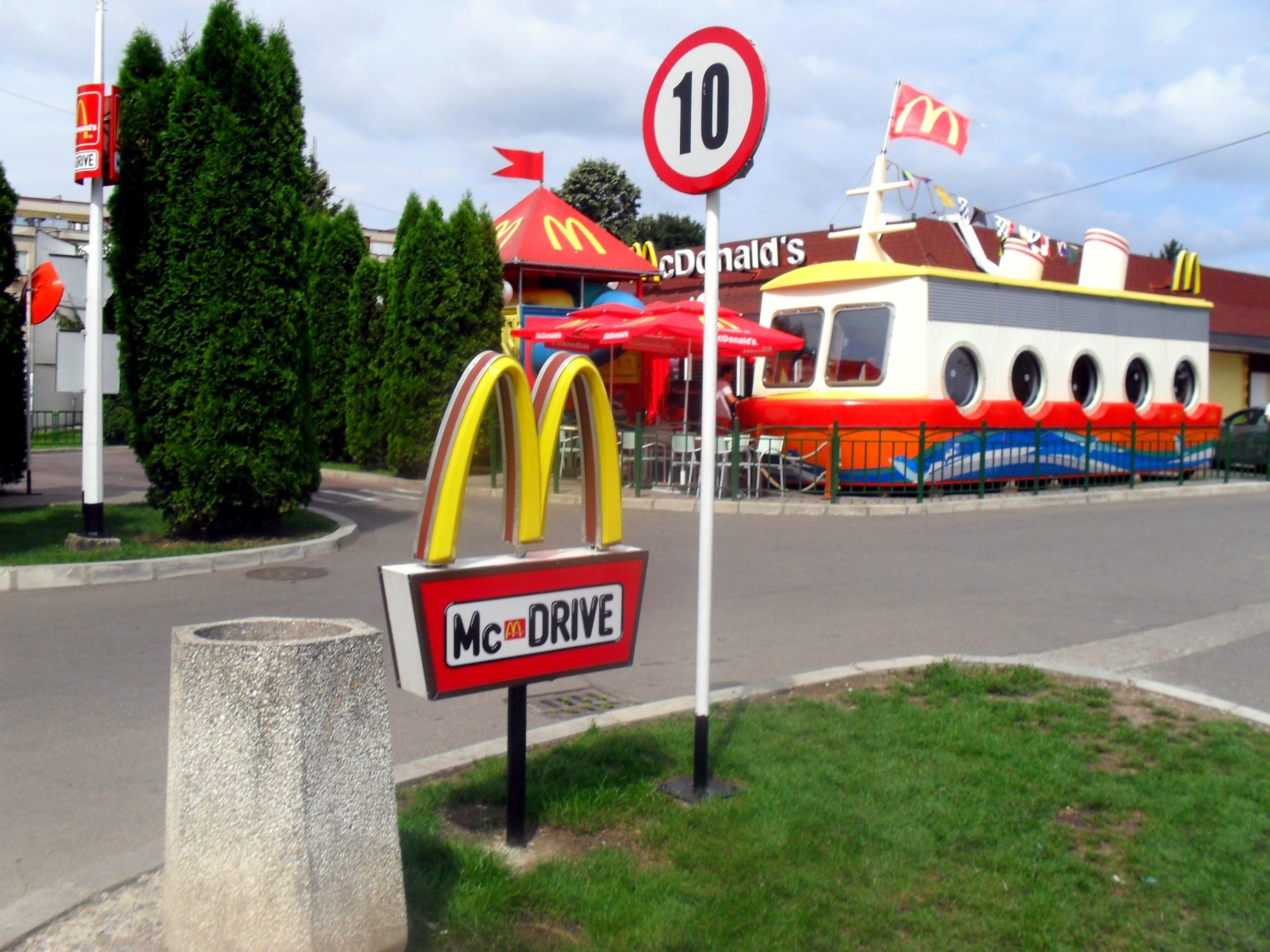
Un Mc Donald's din Bacău

Compania este prezentă în România din iunie 1995, când a fost deschis primul restaurant la parterul Complexului Comercial Unirea.
În mai 2009, compania opera o rețea de 60 de restaurante în 20 de orașe din țară și avea peste 4.000 de angajați, din care peste 40% lucrau în regim part-time. Tot la nivelul datelor din mai 2009, compania investise pe piața din România circa 300 milioane euro în dezvoltarea rețelei și avusese peste 500 milioane de clienți, adică o medie de 140.000 clienți pe zi.
McDonald's deține și o fabrică unde se produc chifle, situată pe Platforma Titan (localitatea Cernica).
Fabrica se întinde pe o suprafață de 4.000 mp, și a început activitatea în iunie 2010, necesitând investiții de 15 milioane euro.
Cifra de afaceri în 2008: 108 milioane euro

## McDonald's în Bolivia
După un deceniu de pierderi anuale în Bolivia, McDonald's a închis toate restaurantele sale din această țară.
Poporul bolivian, din cauza culturii sale culinare, a respins mâncarea fast-food ca fiind nesănătoasă pentru organism. Bolivienii consideră că mâncarea trebuie pregătită încet și cu dragoste; și nu rapid și doar pentru profit.

## McDonald's în Rusia
În contextul în care Invazia Rusiei în Ucraina (2022) a adus după sine sancțiuni economice Rusiei, McDonald's și-a închis toate restaurantele din această țară. Acestea au fost înlocuite la scurt timp de un lanț de restaurante rus numit Vkusno i tochka care ocupă locațiile originale și folosește în mare parte produse McDonald's redenumite.

## Galerie

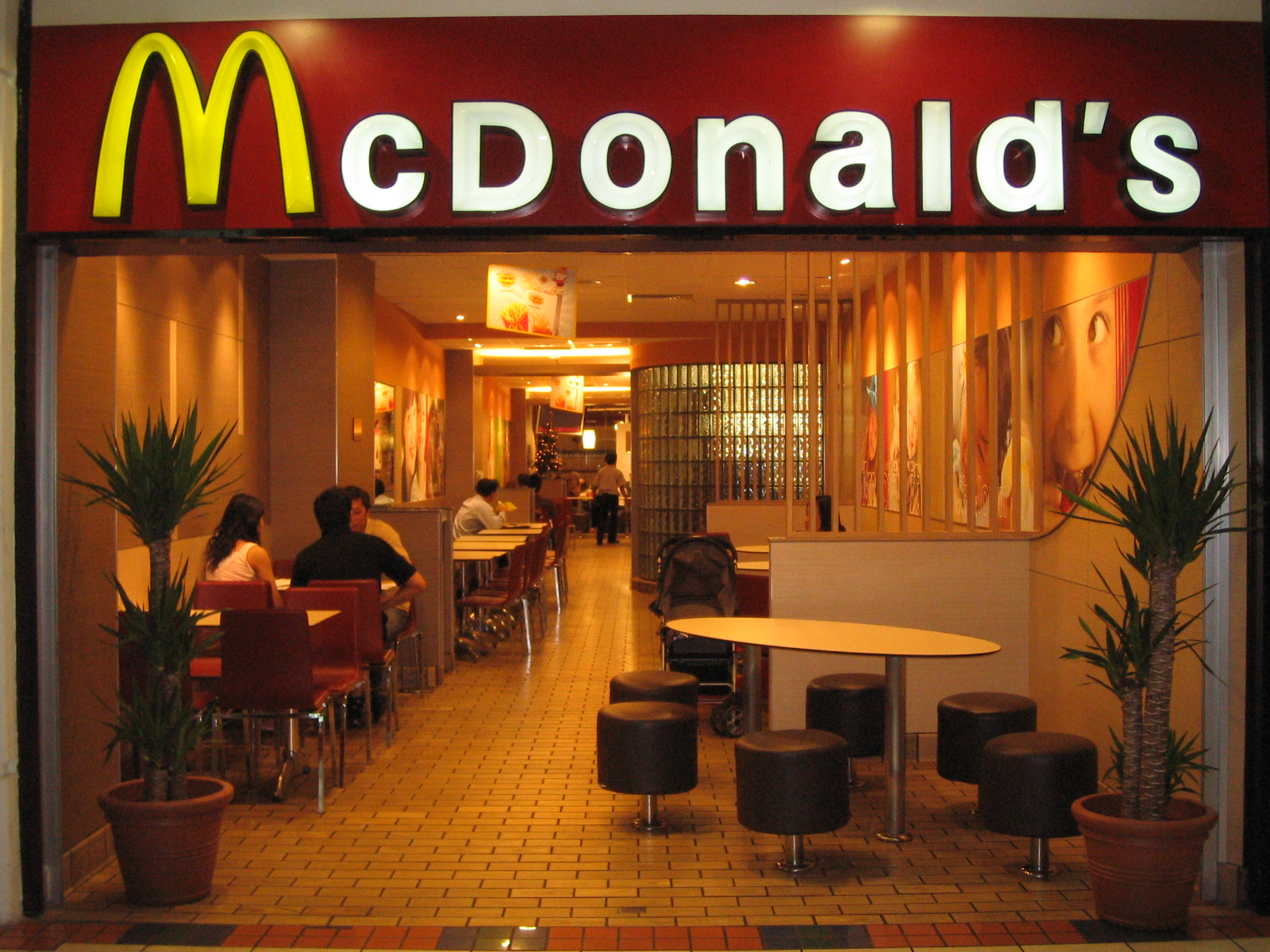
Singapore.
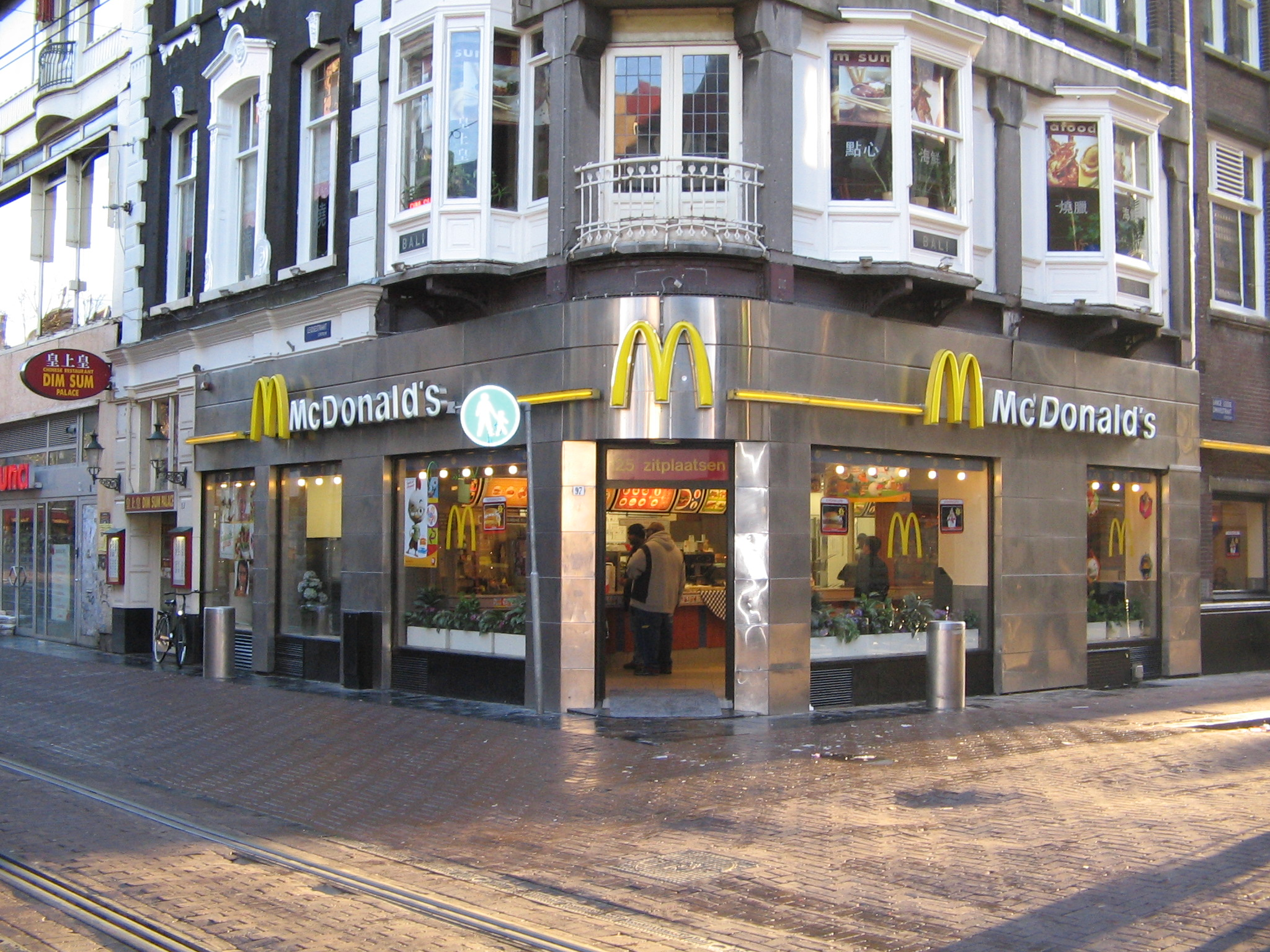
Amsterdam, Olanda
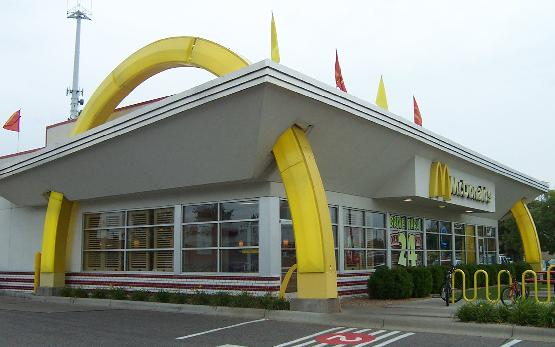
Retro-style McDonald's in Bloomington, Minnesota
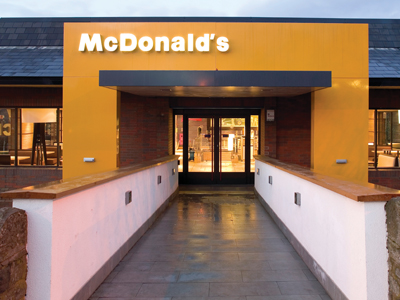
Bolton, Regatul Unit al Marii Britanii si al Irlandei de Nord
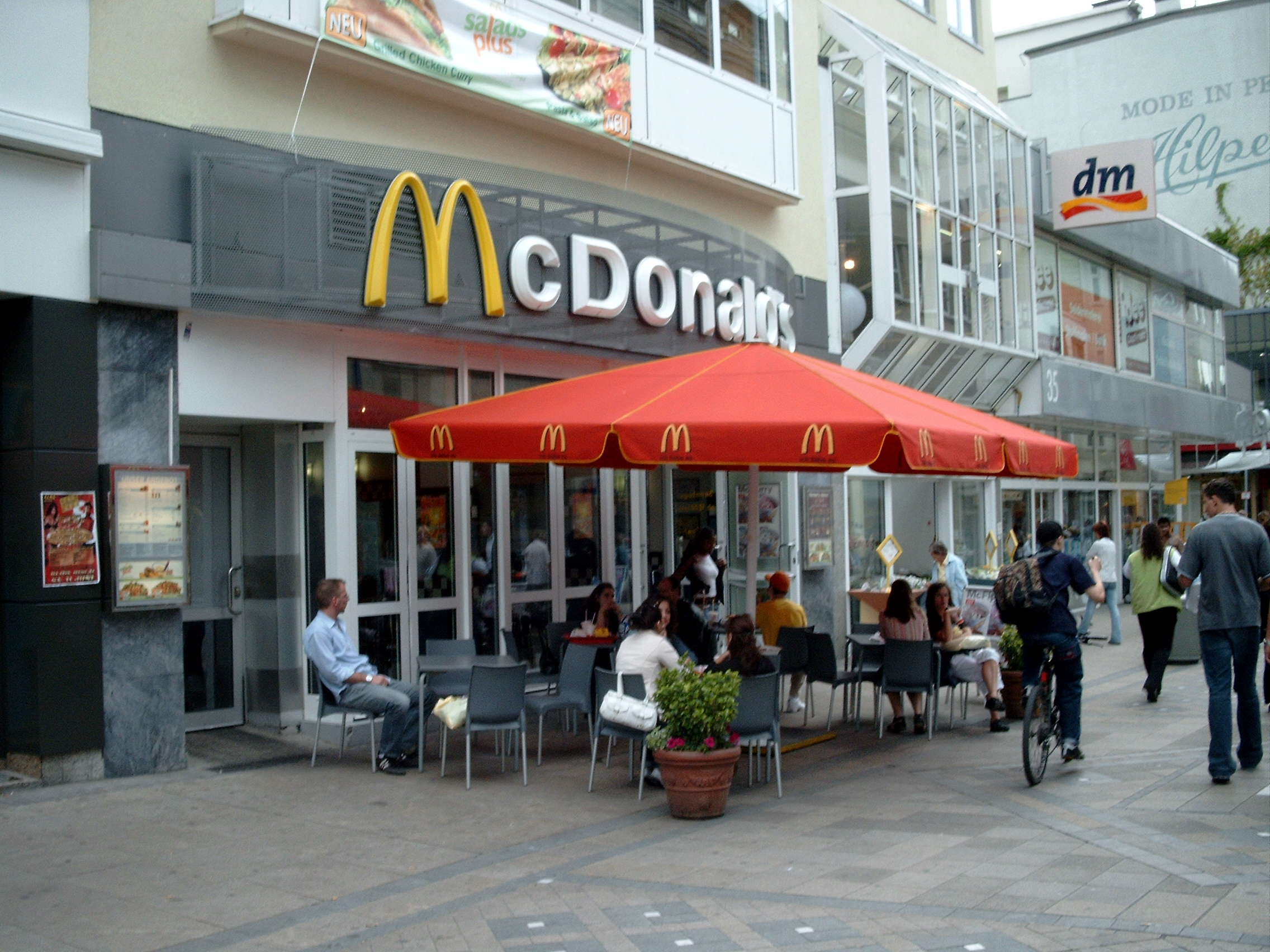
Dortmund, Germania
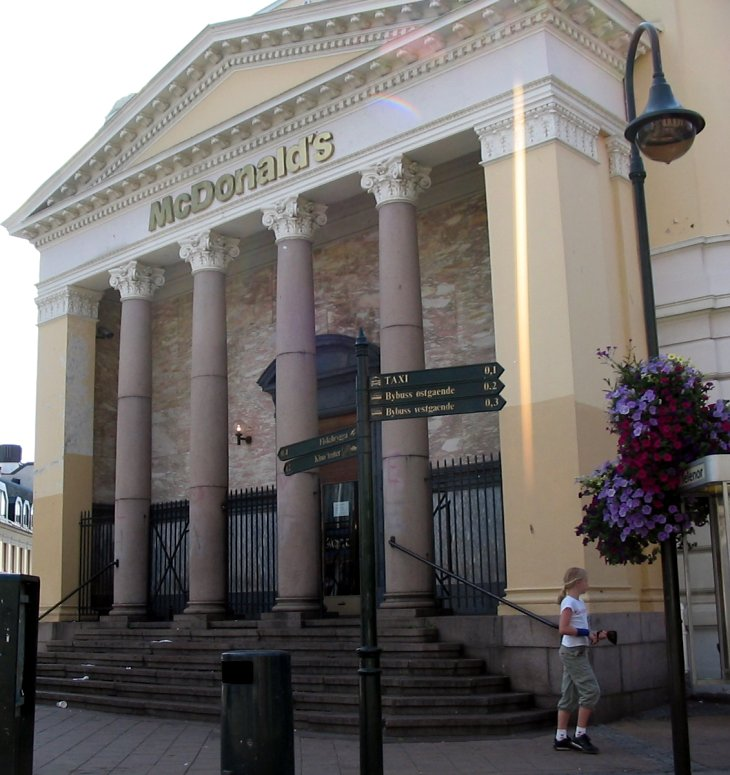
Kristiansand, Norvegia
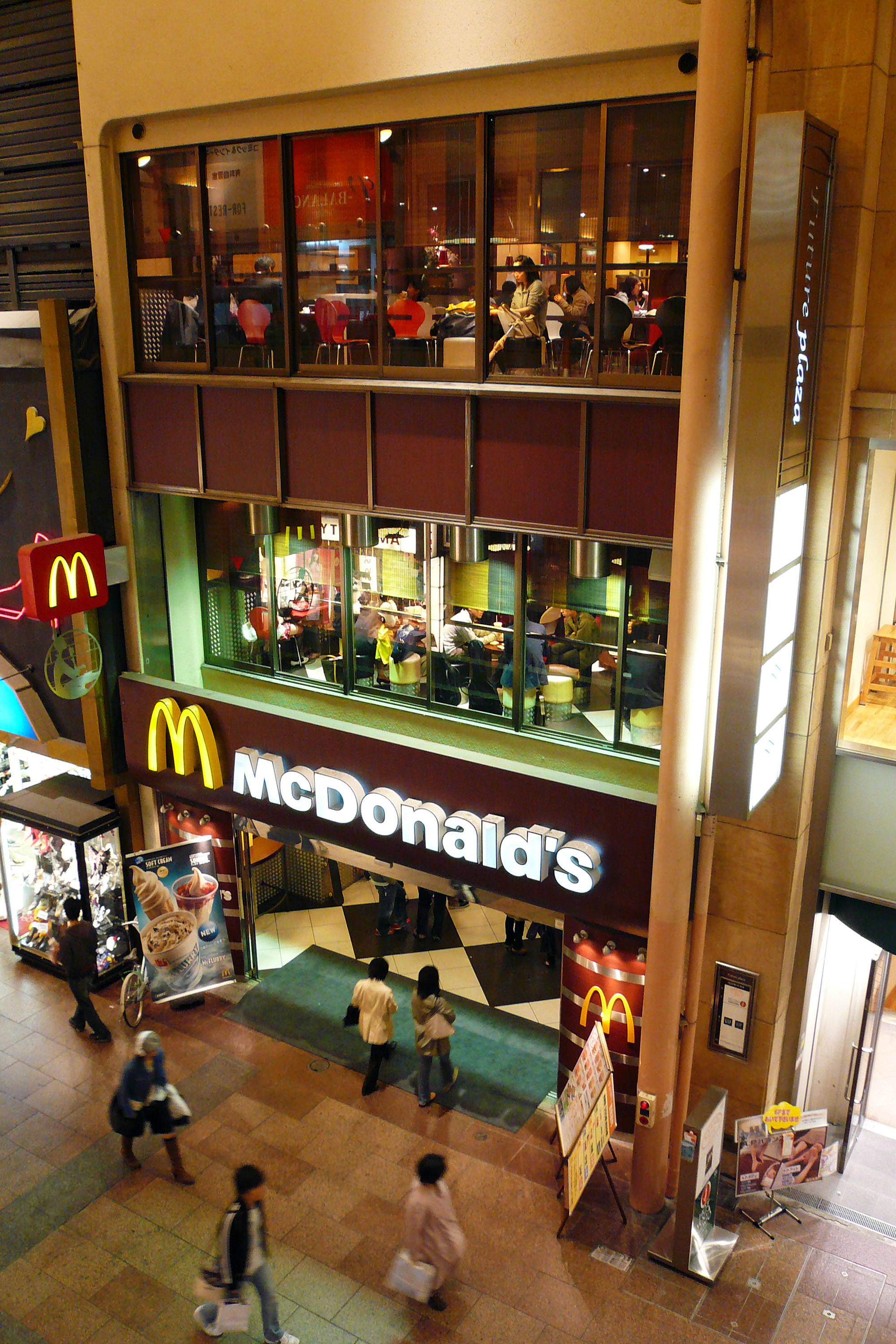
Kobe, Japonia
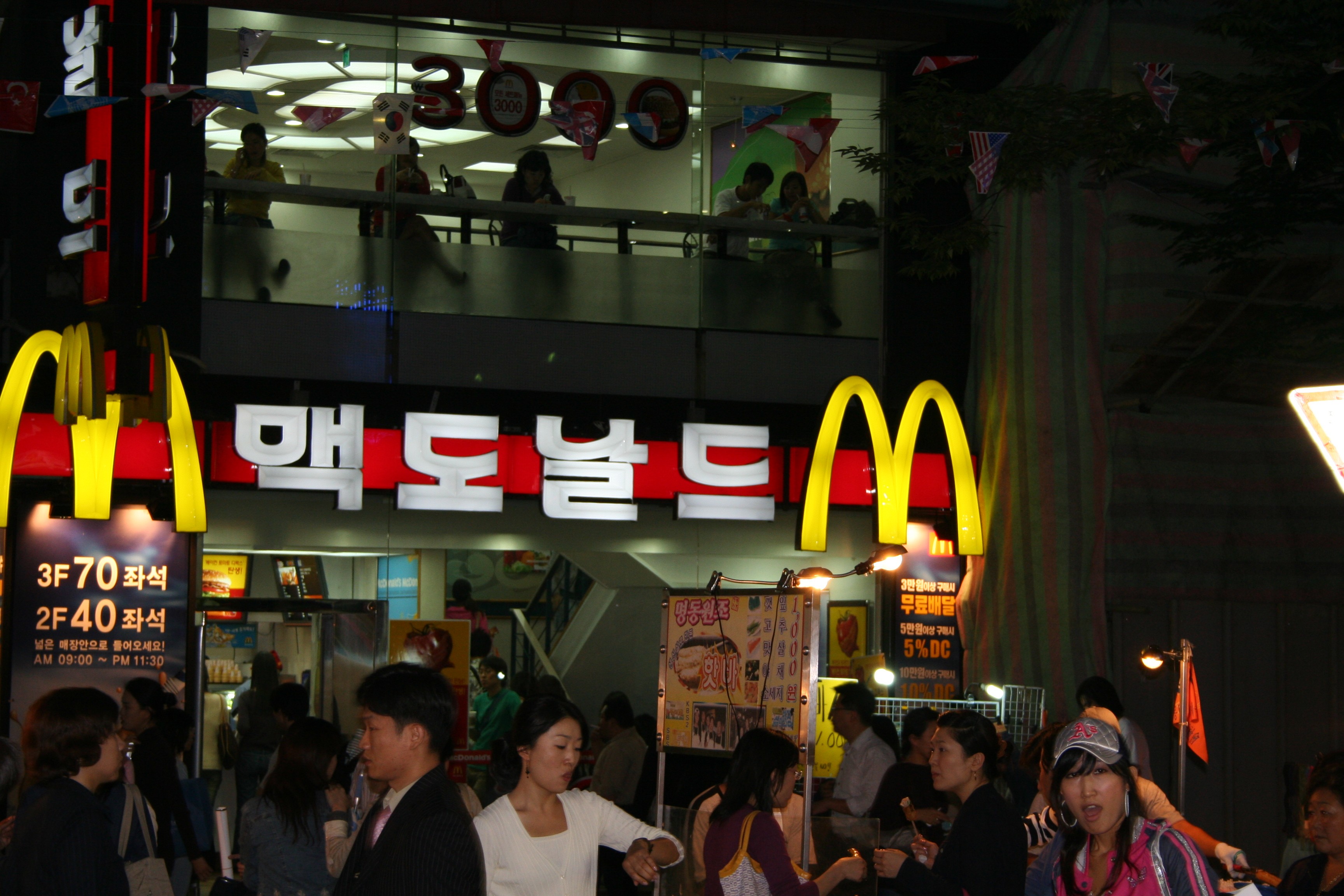
Seoul, Coreea de Sud
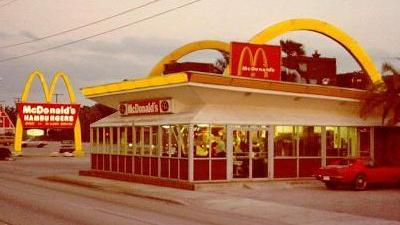
McDonald's in Tampa, Florida, cu vechea sigla "Milioane si Milioane"
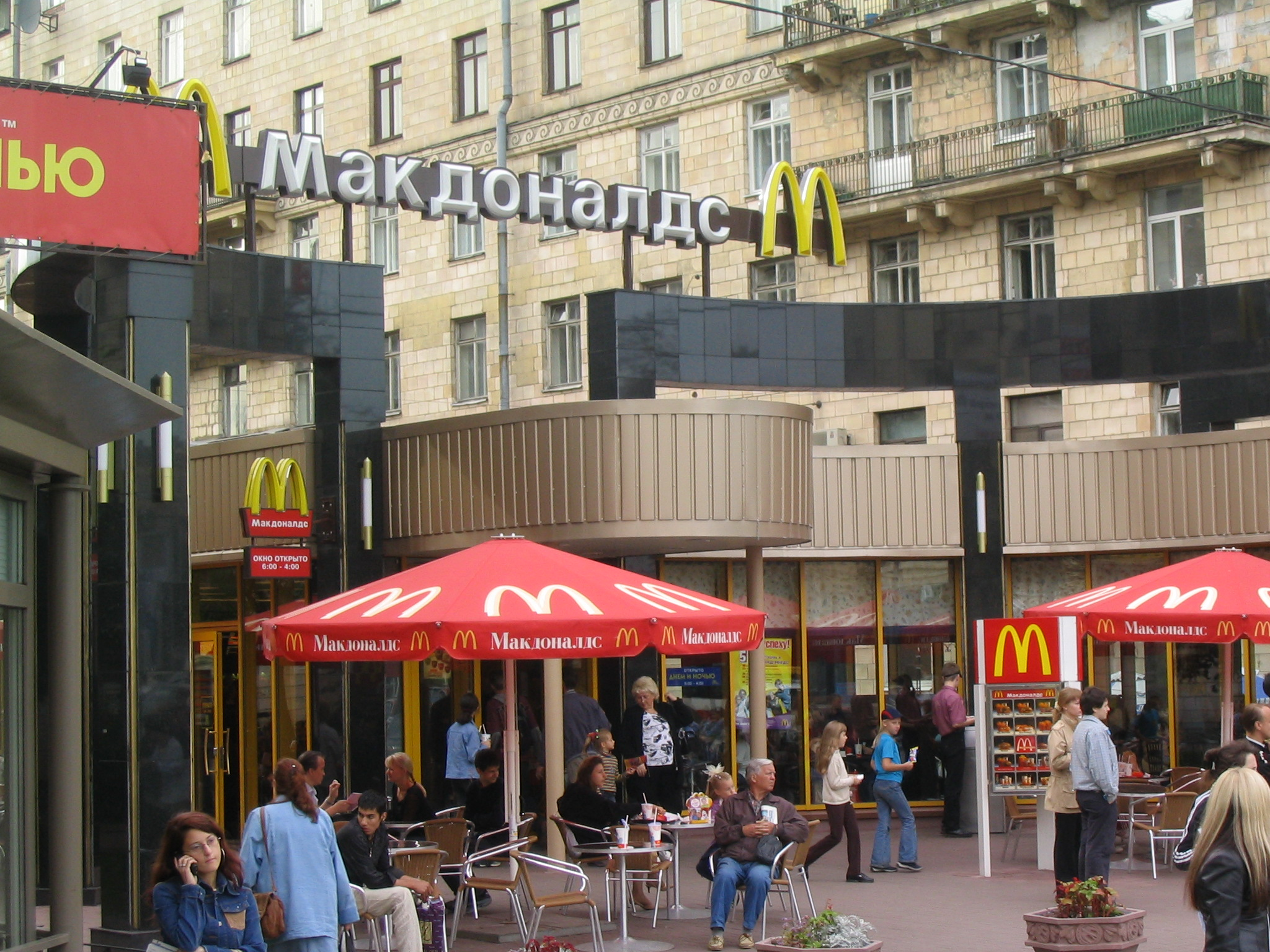
St. Petersburg, Rusia
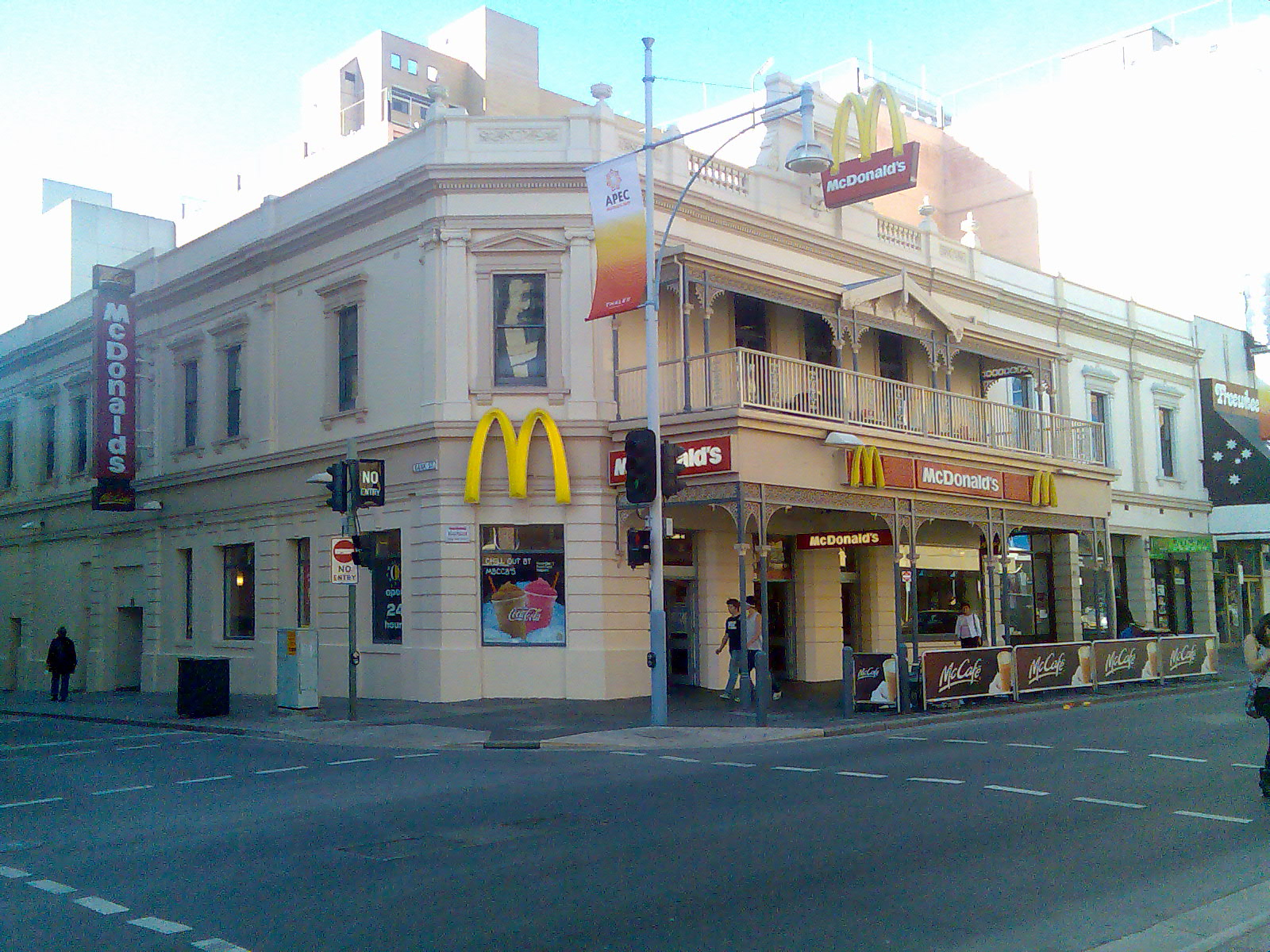
Adelaide, Australia
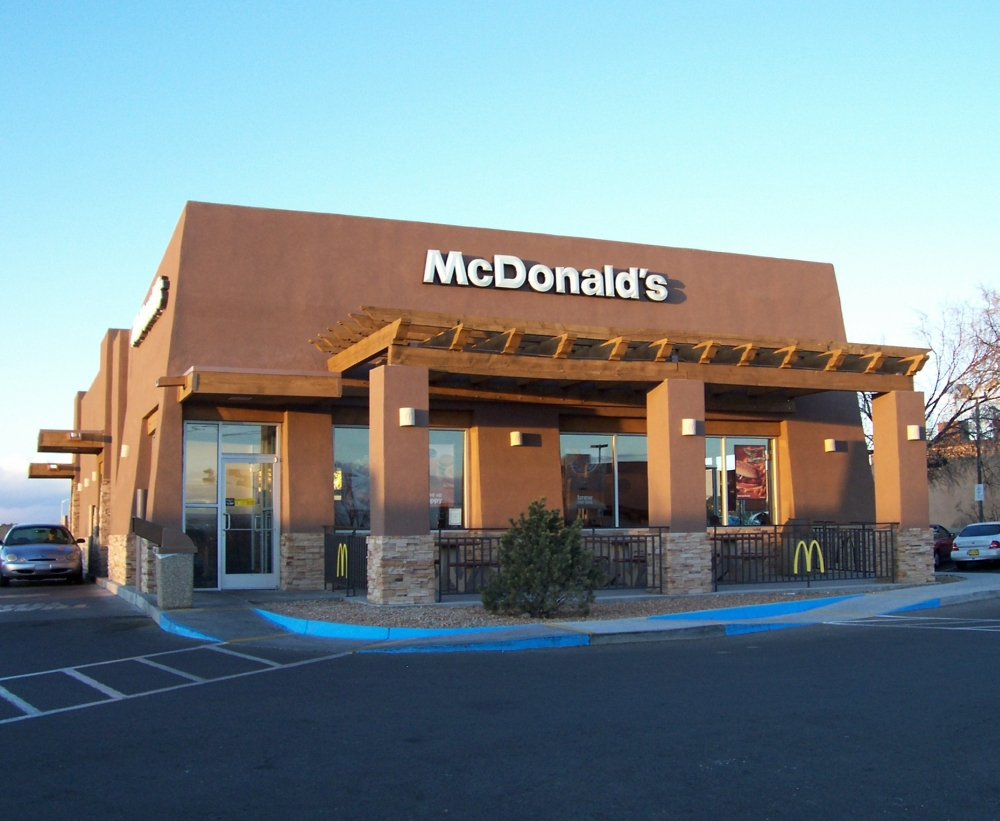
Santa Fe, New Mexico, Statele Unite ale Americii
Sedona, Arizona, Statele Unite ale Americii
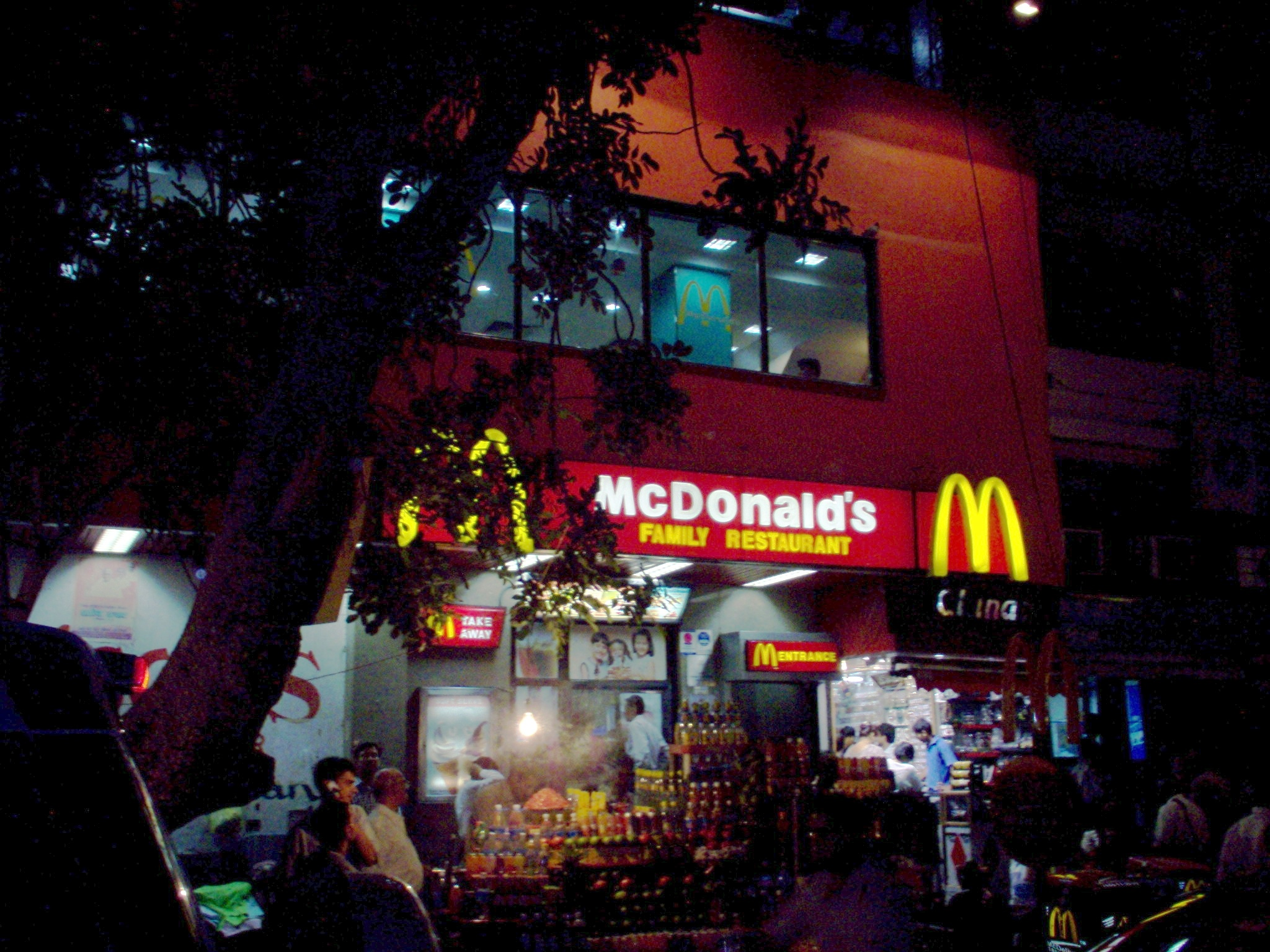
Delhi, India.
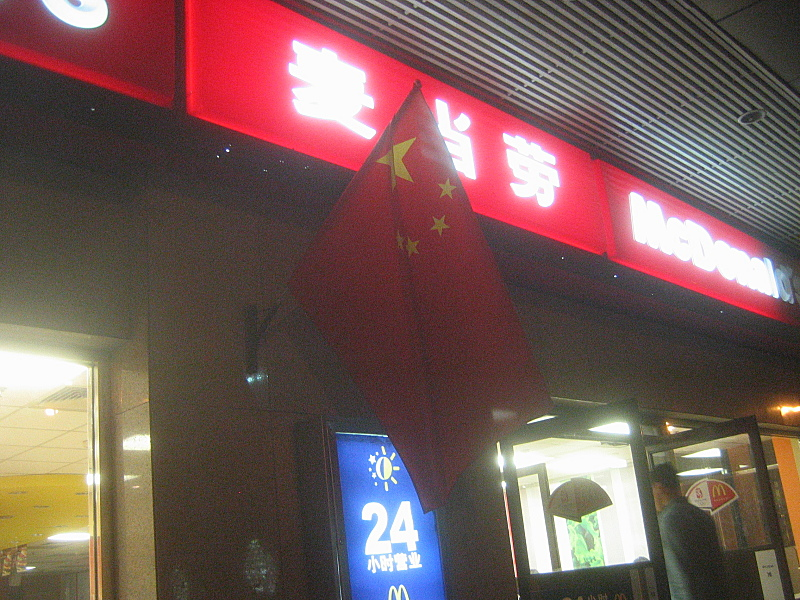
Tianjin, P.R.C.
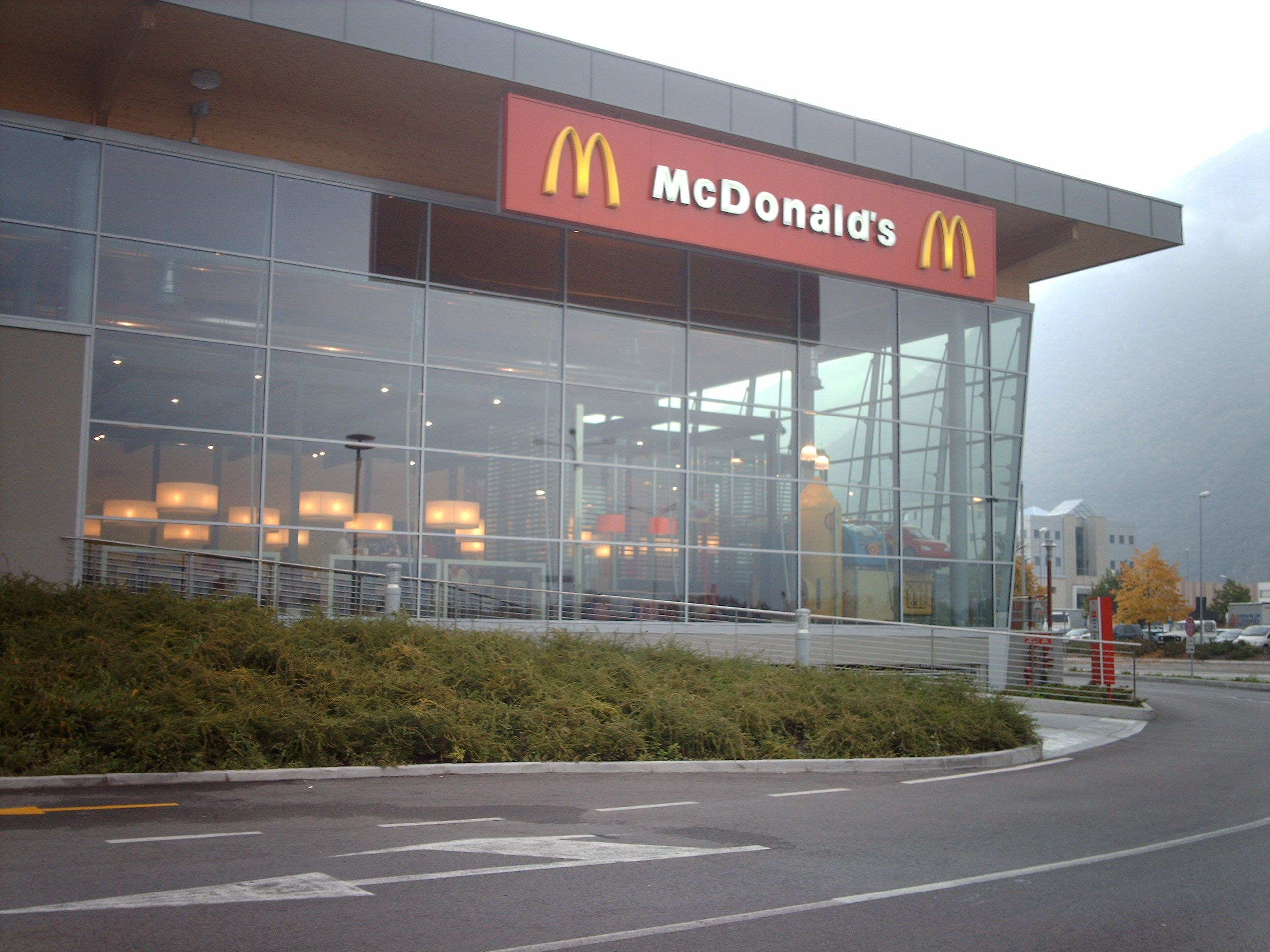
Bolzano, Italia
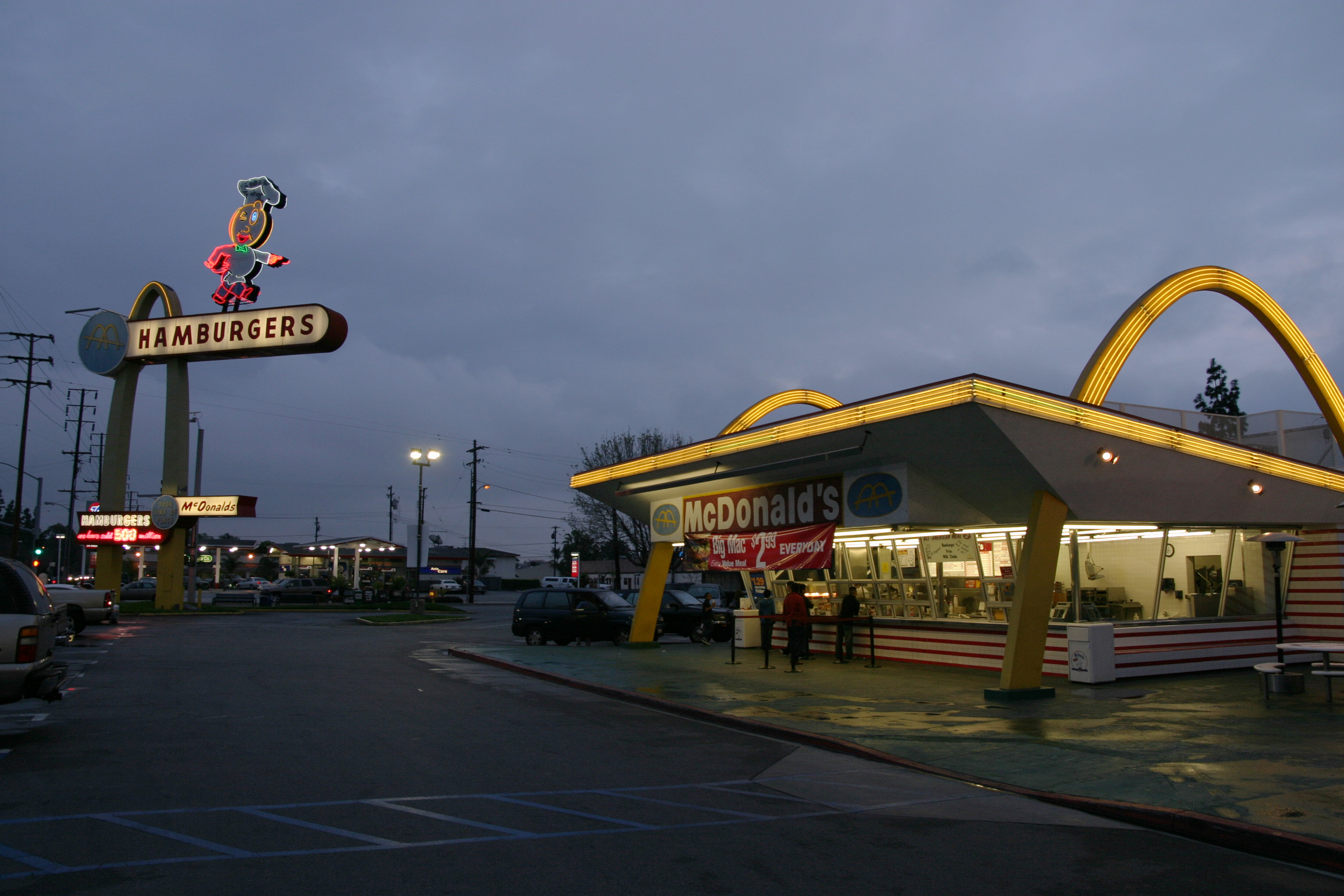
Vechea operarea a McDonald's, Downey, California, Statele Unite ale Americii
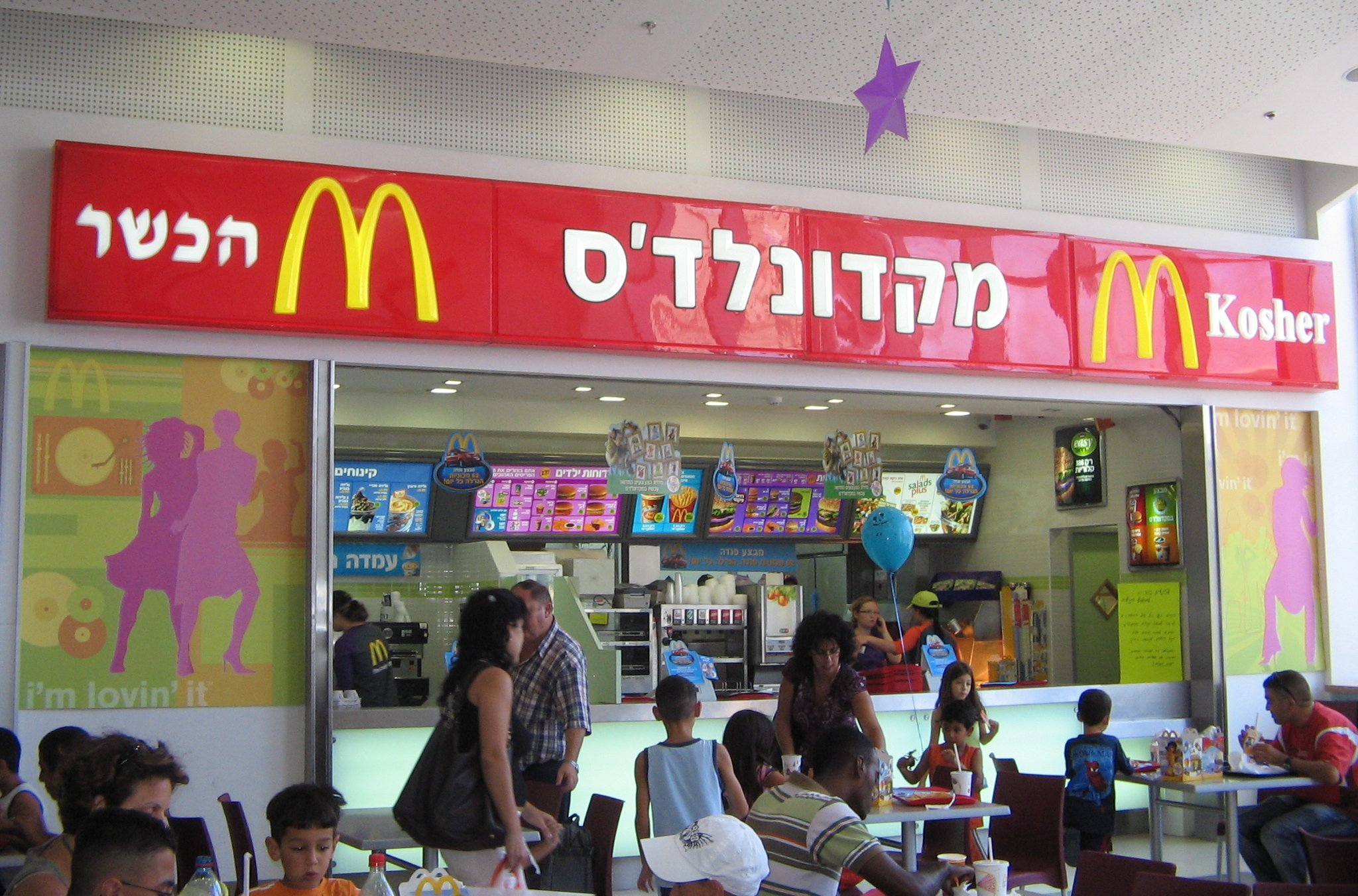
Kosher McDonald's in Așkelon, Israel

### Cei mai mari competitori
- Burger King
- Wendy's
- KFC

### Critici adresate corporației
- Fast Food Nation, o carte de Eric Schlosser
- Maxime, McDuff & McDo, un documentar despre sindicalizarea în McDonald's din Montreal, Quebec, Canada.
- McDonaldization, termen folosit de sociologul George Ritzer pentru a descrie procesul to prin care societatea copiază caracteristicile restaurantelor fast-food.
- McLibel case, un proces în Marea Britanie împotriva McDonald's
- Super Size Me, un film de Morgan Spurlock.
- McDonald's Video Game, un joc cu intenție satirică care îl pune pe jucător în poziția unui manager de McDonald's.

### Altele
- Don Gorske, un om pasionat de McDonald's, a consumat peste 20,000 Big Mac hamburgeri. A apărut în filmul Super Size Me, este listat în Cartea recordurilor Guinness Book, și este protagonistul principal al filmului MacDaddy.
- Cea mai mare colecție de poze cu McDonald's din lume Tot felul de intrări în restaurantele McDonald's din jurul lumii.